# Olympische Sommerspiele 1996/Leichtathletik
| Leichtathletik bei den XXVI. Olympischen Spielen | Leichtathletik bei den XXVI. Olympischen Spielen |
|                                                  |                                                  |
| Informationen                                    | Informationen                                    |
| ------------------------------------------------ | ------------------------------------------------ |
| Datum:                                           | 26. Juli bis 4. August                           |
| Wettkampfort:                                    | Atlanta                                          |
| Austragungsort:                                  | Centennial Olympic Stadium                       |
| Entscheidungen:                                  | Männer: 24/Frauen: 20                            |
| ← Barcelona 1992                                 | Sydney 2000 →                                    |
|                                                  |                                                  |

| Olympische Spiele 1996 Medaillenspiegel Leichtathletik | Olympische Spiele 1996 Medaillenspiegel Leichtathletik | Olympische Spiele 1996 Medaillenspiegel Leichtathletik | Olympische Spiele 1996 Medaillenspiegel Leichtathletik | Olympische Spiele 1996 Medaillenspiegel Leichtathletik | Olympische Spiele 1996 Medaillenspiegel Leichtathletik |
| Platz                                                  | Mannschaft                                             |                                                        |                                                        |                                                        | Total                                                  |
| ------------------------------------------------------ | ------------------------------------------------------ | ------------------------------------------------------ | ------------------------------------------------------ | ------------------------------------------------------ | ------------------------------------------------------ |
| 1                                                      | USA                                                    | 13                                                     | 5                                                      | 5                                                      | 23                                                     |
| 2                                                      | Russland                                               | 3                                                      | 6                                                      | 1                                                      | 10                                                     |
| 3                                                      | Deutschland                                            | 3                                                      | 1                                                      | 3                                                      | 7                                                      |
| 4                                                      | Frankreich                                             | 3                                                      | –                                                      | 1                                                      | 4                                                      |
| 5                                                      | Äthiopien                                              | 2                                                      | –                                                      | 1                                                      | 3                                                      |
| 6                                                      | Kanada                                                 | 2                                                      | –                                                      | –                                                      | 2                                                      |
| 7                                                      | Kenia                                                  | 1                                                      | 4                                                      | 3                                                      | 8                                                      |
| 8                                                      | Jamaika                                                | 1                                                      | 3                                                      | 2                                                      | 6                                                      |
| 9                                                      | Volksrepublik China                                    | 1                                                      | 2                                                      | 1                                                      | 4                                                      |
| 10                                                     | Nigeria                                                | 1                                                      | 1                                                      | 2                                                      | 4                                                      |
| 11                                                     | Polen                                                  | 1                                                      | 1                                                      | –                                                      | 2                                                      |
| 11                                                     | Südafrika                                              | 1                                                      | 1                                                      | –                                                      | 2                                                      |
| 13                                                     | Ukraine                                                | 1                                                      | –                                                      | 3                                                      | 4                                                      |
| 14                                                     | Tschechien                                             | 1                                                      | –                                                      | 2                                                      | 3                                                      |
| 15                                                     | Finnland                                               | 1                                                      | –                                                      | 1                                                      | 2                                                      |
| 15                                                     | Norwegen                                               | 1                                                      | –                                                      | 1                                                      | 2                                                      |
| 17                                                     | Algerien                                               | 1                                                      | –                                                      | –                                                      | 1                                                      |
| 17                                                     | Bulgarien                                              | 1                                                      | –                                                      | –                                                      | 1                                                      |
| 17                                                     | Burundi                                                | 1                                                      | –                                                      | –                                                      | 1                                                      |
| 17                                                     | Ecuador                                                | 1                                                      | –                                                      | –                                                      | 1                                                      |
| 17                                                     | Portugal                                               | 1                                                      | –                                                      | –                                                      | 1                                                      |
| 17                                                     | Schweden                                               | 1                                                      | –                                                      | –                                                      | 1                                                      |
| 17                                                     | Syrien                                                 | 1                                                      | –                                                      | –                                                      | 1                                                      |
| 17                                                     | Ungarn                                                 | 1                                                      | –                                                      | –                                                      | 1                                                      |
| 25                                                     | Großbritannien                                         | –                                                      | 4                                                      | 2                                                      | 6                                                      |
| 26                                                     | Italien                                                | –                                                      | 2                                                      | 3                                                      | 5                                                      |
| 27                                                     | Belarus                                                | –                                                      | 2                                                      | 2                                                      | 4                                                      |
| 28                                                     | Australien                                             | –                                                      | 2                                                      | –                                                      | 2                                                      |
| 28                                                     | Namibia                                                | –                                                      | 2                                                      | –                                                      | 2                                                      |
| 30                                                     | Kuba                                                   | –                                                      | 1                                                      | 1                                                      | 2                                                      |
| 31                                                     | Bahamas                                                | –                                                      | 1                                                      | –                                                      | 1                                                      |
| 31                                                     | Griechenland                                           | –                                                      | 1                                                      | –                                                      | 1                                                      |
| 31                                                     | Rumänien                                               | –                                                      | 1                                                      | –                                                      | 1                                                      |
| 31                                                     | Sambia                                                 | –                                                      | 1                                                      | –                                                      | 1                                                      |
| 31                                                     | Slowenien                                              | –                                                      | 1                                                      | –                                                      | 1                                                      |
| 31                                                     | Spanien                                                | –                                                      | 1                                                      | –                                                      | 1                                                      |
| 31                                                     | Südkorea                                               | –                                                      | 1                                                      | –                                                      | 1                                                      |
| 38                                                     | Marokko                                                | –                                                      | –                                                      | 2                                                      | 2                                                      |
| 38                                                     | Trinidad und Tobago                                    | –                                                      | –                                                      | 2                                                      | 2                                                      |
| 40                                                     | Brasilien                                              | –                                                      | –                                                      | 1                                                      | 1                                                      |
| 40                                                     | Japan                                                  | –                                                      | –                                                      | 1                                                      | 1                                                      |
| 40                                                     | Mexiko                                                 | –                                                      | –                                                      | 1                                                      | 1                                                      |
| 40                                                     | Mosambik                                               | –                                                      | –                                                      | 1                                                      | 1                                                      |
| 40                                                     | Österreich                                             | –                                                      | –                                                      | 1                                                      | 1                                                      |
| 40                                                     | Uganda                                                 | –                                                      | –                                                      | 1                                                      | 1                                                      |

Bei den XXVI. Olympischen Spielen 1996 in Atlanta fanden 44 Wettkämpfe in der Leichtathletik statt, 24 davon für Männer und 20 für Frauen.

## Teilnehmer
Nach dem Zerfall der Sowjetunion gab es bei diesen Spielen anders als vier Jahre zuvor noch in Barcelona kein Vereintes Team ehemaliger Staaten der früheren Sowjetunion mehr. Die baltischen Staaten Estland, Lettland und Litauen waren bereits bei den letzten Spielen als eigenständige Nationen aufgetreten. Nun starteten auch die anderen Staaten, die vorher Teil der UdSSR gewesen waren, mit jeweils eigener Flagge und eigener Bezeichnung.

## Sicherheit
Das olympische Dorf und die Wettkampforte glichen Hochsicherheitstrakten. Überall waren Wachmänner, Polizisten und Sicherheitsleute präsent, ein drei Meter hoher Zaun umgab das olympische Dorf. Ganz im Gegensatz dazu war der Centennial Park als Begegnungsstätte gedacht, zu der jeder ohne Einschränkungen freien Zugang haben sollte. Niemand konnte ahnen, dass es dort am 27. Juli zu einem Anschlag mittels einer mit Nägeln bestückten Rohrbombe kommen sollte, die den Tod zweier Menschen und mehr als einhundert teilweise schwer Verletzter zur Folge hatte. Dieser Drahtseilakt zwischen Offenheit und Fröhlichkeit einerseits und der notwendigen Vorkehrungen von Sicherheit ist ein Dilemma, in dem sämtliche Großveranstaltungen standen und bis heute stehen.

## Stadion

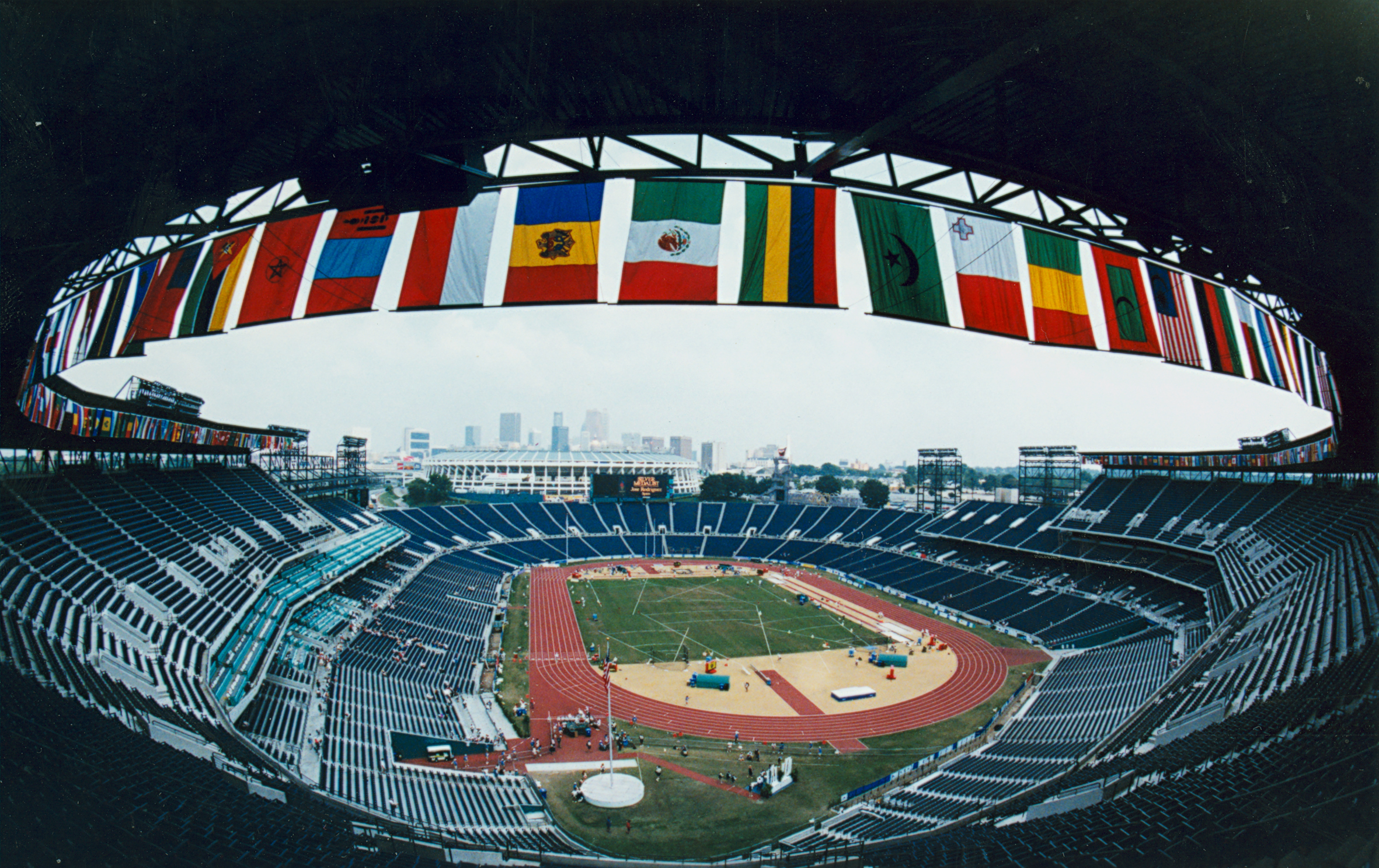
Das Centennial Olympic Stadium von Atlanta im Jahr 1996

Das Centennial Olympic Stadium wurde mit Baubeginn im Jahre 1993 für die Olympischen Spiele in Atlanta mit einem Fassungsvermögen für 85.000 Zuschauer neu erstellt. Allerdings war von vornherein vorgesehen, die Sportanlage nach den Spielen als Stadion für Baseballveranstaltungen zu nutzen und wurde entsprechend erbaut. Nach Beendigung der Spiele und der Paralympics 1996 entfernte man die Leichtathletikwettkampfstätten und baute das Stadion für den von Beginn an vorgesehenen Zweck um.
Die Laufbahn bot einerseits ausgezeichnete Voraussetzungen für hervorragende Zeiten bei den Sprints und kürzeren Strecken, hatte andererseits Nachteile für die Langstrecken, weil sie sehr hart war. Das hatte negative Auswirkungen auf Sehnen und Gelenke. So musste der 10.000-Meter-Olympiasieger Haile Gebrselassie auf die Teilnahme am 5000-Meter-Wettbewerb verzichten, weil er sich aufgrund der Bahnhärte im 10.000-Meter-Lauf die Füße wundgelaufen hatte.

## Wettbewerbe
Im Wettbewerbsangebot gab es eine Erweiterung für die Frauen, neu ins olympische Programm wurde der Dreisprung aufgenommen. Außerdem betrug die Distanz der kürzeren Langstrecke nicht mehr 3000, sondern wie bei den Männern 5000 Meter.
Das Angebot für Frauen näherte sich damit dem für Männer immer weiter an. Im Bereich Laufen fehlte nur noch der 3000-Meter-Hindernislauf, der allerdings noch bis einschließlich 2004 den Männern vorbehalten bleiben sollte. Weitere Ergänzungen für die Zukunft in den Frauendisziplinen standen noch an im Bereich der Sprünge – 2000 kam der Stabhochsprung hinzu – und im Bereich Wurf – ebenfalls 2000 wurde der Hammerwurf ergänzt. Im Gehen stand 2004 die Veränderung der 10-km- in die 20-km-Distanz an.

## Doping
Offiziell gab es fünf Dopingfälle in der Leichtathletik bei diesen Spielen.
- Dean Capobianco, Australien – 200-Meter-Lauf (zunächst Vierter in seinem Vorlauf und Siebter in seinem Viertelfinalrennen)[4]
- Mary Slaney, USA – 5000-Meter-Lauf (zunächst Siebte ihres Vorlaufs)[5]
- Natalja Schechodanowa, Russland – 100-Meter-Hürdenlauf (zunächst Siebte). In ihrer Probe wurde das anabole Steroid Stanozolol nachgewiesen.[6]
- Antonella Bevilacqua, Italien – Hochsprung (zunächst Vierte). Vor den Spielen von Atlanta hatte man bei ihr Ephedrin und Pseudoephedrin in Dopingproben festgestellt. Bevilacqua hatte daraufhin chinesische Schlankheitspillen verantwortlich gemacht. Der italienische Verband erteilte ihr eine Starterlaubnis für die Olympischen Spiele. In einem Sportgerichtsverfahren der IAAF wurde ihr die Erlaubnis nachträglich entzogen und ihre Resultate wurden gestrichen.[7]
- Iwa Prandschewa, Bulgarien – Weitsprung (zunächst Siebte) und Dreisprung (zunächst Vierte). Sie wurde des Dopings mit Metandienon überführt und disqualifiziert. Noch vor den folgenden Spielen von Sydney wurde sie nach einer weiteren positiven Dopingprobe als Wiederholungstäterin lebenslang gesperrt.[6]

Die ursprünglich gegen vier russische und einen litauischen Athleten ausgesprochene Dopingstrafen wurden anschließend durch den Internationalen Sportgerichtshof CAS wieder aufgehoben.
Außerdem gab es eine Dopingkontroverse um die US-Athletin Sandra Farmer-Patrick. Sie war bei den US-Olympiaausscheidungen im Juni 1996 der Einnahme von Testosteron überführt worden. Trotz des Resultates wurde sie zu den Olympischen Spielen in Atlanta zugelassen. Erst elf Monate nach dem Dopingnachweis wurde sie für vier Jahre gesperrt. Die Verzögerung zwischen Nachweis und Urteil erfolgte auf Grund der Handlungsunfähigkeit des Weltleichtathletikverbandes IAAF. Da die Mitgliedsverbände autonom waren, konnte die IAAF nicht entsprechend eingreifen. Somit wurde die Sperre für Farmer-Patrick erst im Mai 1997 gültig.
Allerdings wäre es naiv, davon auszugehen, dass die Dopingproblematik sich damit erledigt hätte für die Spiele in Atlanta. Die Kontrollsysteme waren wenig ausgereift, wenig systematisch und wurden von Staat zu Staat unterschiedlich gehandhabt. Auf dem Schwarzmarkt waren Unmengen verbotener Mittel auf einfachsten Wegen zu haben. Die Undurchsichtigkeit dieser Problematik, fehlende juristische Möglichkeiten sorgen für sehr realistisches und angebrachtes Misstrauen, ohne dass hier ein Generalverdacht gegen einzelne Athleten ohne Nachweise ausgesprochen werden kann.

## Sportliche Erfolge
Das Leistungsniveau bei diesen Olympischen Spielen war wie so oft zu Zeiten solcher Höhepunkte für die Sportler hoch. Eine Rekordflut, wie in der Vergangenheit bei solchen Veranstaltungen immer wieder erlebt, gab es allerdings nicht. In zwei Disziplinen wurden zwei Weltrekorde aufgestellt, darüber hinaus eine Weltbestleistung in einer Disziplin. In zwei neu ins Programm aufgenommenen Wettbewerben wurde der olympische Rekord jeweils neu aufgestellt und anschließend zweimal bzw. dreimal gesteigert. in weiteren zwölf Disziplinen wurde der Olympiarekord siebzehn Mal egalisiert oder verbessert.
- Weltrekorde im Einzelnen:
  - 100-Meter-Lauf, Männer: 9,84 s – Donovan Bailey (Kanada), Finale bei einem Rückenwind von 0,7 m/s
  - 200-Meter-Lauf, Männer: 19,32 s – Michael Johnson (USA), Finale bei einem Rückenwind von 0,4 m/s
- Weltbestleistung:
  - 10-km-Gehen, Frauen: 41:49 min – Jelena Nikolajewa (Russland)
- Olympische Rekorde im Einzelnen:
  - 400-Meter-Lauf, Männer: 43,49 s – Michael Johnson (USA), Finale
  - 800-Meter-Lauf, Männer: 1:42,58 min – Vebjørn Rodal (Norwegen), Finale
  - 10.000-Meter-Lauf, Männer: 27:07,34 min – Haile Gebrselassie (Äthiopien), Finale
  - 110-Meter-Hürdenlauf, Männer: 12,95 s – Allen Johnson (USA), Finale bei einem Rückenwind von 0,6 m/s
  - Hochsprung, Männer: 2,39 m – Charles Austin (USA), Finale
  - Stabhochsprung, Männer: 5,92 m – Igor Trandenkow (Russland), Finale
  - Stabhochsprung, Männer: 5,92 m (egalisiert) – Jean Galfione (Frankreich), Finale
  - Stabhochsprung, Männer: 5,92 m (egalisiert) – Andrei Tivontschik (Deutschland), Finale
  - Dreisprung, Männer: 17,99 m – Kenny Harrison (USA), Finale bei einem Gegenwind von 0,1 m/s
  - Dreisprung, Männer: 18,09 m – Kenny Harrison (USA), Finale bei einem Gegenwind von 0,4 m/s
  - Diskuswurf, Männer: 69,40 m – Lars Riedel (Deutschland), Finale
  - 400-Meter-Lauf, Frauen: 48,25 s – Marie-José Perec (Frankreich), Finale
  - 5000-Meter-Lauf, Frauen: 15:15,80 min (erster OR) – Sonia O’Sullivan (Irland), Vorlauf
  - 5000-Meter-Lauf, Frauen: 15:07,01 min – Pauline Konga (Kenia), Vorlauf
  - 5000-Meter-Lauf, Frauen: 14:59,88 min – Wang Junxia (Volksrepublik China), Finale
  - 10.000-Meter-Lauf, Frauen: 31:01,63 min – Fernanda Ribeiro (Portugal), Finale
  - 400-Meter-Hürdenlauf, Frauen: 52,82 s – Deon Hemmings (Jamaika), Finale
  - Hochsprung, Frauen: 2,03 m (egalisiert) – Stefka Kostadinowa (Bulgarien), Finale
  - Hochsprung, Frauen: 2,03 m (egalisiert) – Niki Bakogianni (Griechenland), Finale
  - Hochsprung, Frauen: 2,05 m – Stefka Kostadinowa (Bulgarien), Finale
  - Dreisprung, Frauen: 14,75 m (erster OR) – Inna Lassowskaja (Russland), Qualifikation
  - Dreisprung, Frauen: 14,98 m – Inna Lassowskaja (Russland), Finale
  - Dreisprung, Frauen: 14,98 m (egalisiert) – Šárka Kašpárková, Tschechien, Finale
  - Dreisprung, Frauen: 15,33 m – Inessa Krawez (Ukraine), Finale

Weitaus erfolgreichste Nation war mit dreizehn Leichtathletikolympiasiegen und 23 Medaillen insgesamt wieder einmal die USA. Keine andere Nation konnte da – wie früher teilweise die Sowjetunion oder die DDR – auch nur annähernd mithalten. Die Leichtathleten aus Russland stellten drei Olympiasieger und gewannen insgesamt zehn Medaillen. Ebenfalls jeweils drei Goldmedaillen errangen die Athleten aus Deutschland (sieben Medaillen in der Summe) und Frankreich (vier Medaillen insgesamt). Zwei weitere Nationen konnten je zwei Goldmedaillen für sich verbuchen, dies waren Äthiopien mit drei Medaillen in der Summe, und Kanada – ohne weiteren Medaillen. Für alle anderen Nationen gab es in der Leichtathletik höchstens eine Goldmedaille.
Bei den einzelnen Sportlern sind besonders folgende Leistungen zu nennen.
- Folgende Athleten errangen jeweils zwei Goldmedaillen bei diesen Spielen:
  - Michael Johnson (USA) – 200-Meter- und 400-Meter-Lauf. Dabei verbesserte er über 200 Meter seinen eigenen Weltrekord um mehr als drei Zehntelsekunden und stellte über 400 Meter einen neuen olympischen Rekord auf. Es war bei den Männern der erste Doppelerfolg über diese beiden Distanzen.
  - Marie-José Perec (Frankreich) – 200-Meter- und 400-Meter-Lauf. Über 400 Meter verbesserte sie den olympischen Rekord um vier Zehntelsekunden. Die Französin war nach der US-Amerikanerin Valerie Brisco-Hooks 1984 die zweite Athletin, der es gelang, diese beiden Strecken zu gewinnen.
  - Swetlana Masterkowa (Russland) – 800-Meter- und 1500-Meter-Lauf. Sie war die zweite Läuferin, die beide Mittelstrecken bei einer Austragung von Olympischen Spielen für sich entscheiden konnte. Vor ihr war dies der Russin Tatjana Kasankina 1976 gelungen, damals für die Sowjetunion am Start.
  - Gail Devers (USA) – 100-Meter-Lauf und 4-mal-100-Meter-Staffel, außerdem belegte sie Rang vier über 100 Meter Hürden.
  - Donovan Bailey (Kanada) – 100-Meter-Lauf und 4-mal-100-Meter-Staffel. Er stellte dabei einen neuen Weltrekord über 100 Meter auf.
  - Herausragend war außerdem eine besondere Leistung:
  - Carl Lewis (USA) gewann zum vierten Mal in Folge den Weitsprung. Viermal Gold in Folge in einer Disziplin hatte vorher nur sein Landsmann Al Oerter bei Olympischen Spielen erringen können. Oerter war Olympiasieger im Diskuswurf von 1956 bis 1968 geworden. Darüber hinaus zog Carl Lewis mit dieser Goldmedaille in der Gesamtzahl der Olympiasiege gleich mit dem bisherigen Rekordsieger Paavo Nurmi. Der Finne hatte von 1920 bis 1928 in den Mittel- und Langstrecken sowie Mannschaftskonkurrenzen mit seinem finnischen Team insgesamt neun Goldmedaillen gewonnen. Auf diese Gesamtzahl kam Carl Lewis nun auch. Seine Olympiasiege hatte er von 1984 bis 1996 im 100-Meter- und 200-Meter-Lauf sowie in der 4-mal-100-Meter-Staffel und im Weitsprung errungen.
- Außer Carl Lewis hatten folgende hier siegreiche Leichtathleten bereits bei früher ausgetragenen Olympischen Spielen Goldmedaillen errungen:
  - Marie-José Perec (Frankreich) – hier siegreich über 200 und 400 Meter, 1992 Siegerin über 400 Meter, damit jetzt dreifache Olympiasiegerin
  - Michael Johnson (USA) – hier siegreich über 200 und 400 Meter, 1992 Olympiasieger mit der 4-mal-400-Meter-Staffel, damit jetzt dreifacher Olympiasieger
  - Gail Devers (USA) – hier siegreich über 100 Meter und mit der 4-mal-400-Meter-Staffel, 1992 Siegerin über 100 Meter, damit jetzt dreifache Olympiasiegerin
  - Jan Železný (Tschechien) – Speerwurf, Wiederholung seines Erfolgs von 1992 (damals für die Tschechoslowakei), damit jetzt zweifacher Olympiasieger
  - Gwen Torrence (USA) – 4-mal-100-Meter-Staffel, Wiederholung ihres Erfolgs von 1992, damit jetzt zweifache Olympiasiegerin
  - Carlette Guidry (USA) – 4-mal-100-Meter-Staffel, Wiederholung ihres Erfolgs von 1992, damit jetzt zweifache Olympiasiegerin

## Resultate Männer

### 100 m
| Platz | Athlet           | Land | Zeit (s) |
| ----- | ---------------- | ---- | -------- |
| 1     | Donovan Bailey   | CAN  | 09,84 WR |
| 2     | Frank Fredericks | NAM  | 9,8900   |
| 3     | Ato Boldon       | TRI  | 9,9000   |
| 4     | Dennis Mitchell  | USA  | 9,9900   |
| 5     | Michael Marsh    | USA  | 10,00000 |
| 6     | Davidson Ezinwa  | NGR  | 10,14000 |
| 7     | Michael Green    | JAM  | 10,16000 |
| DSQ   | Linford Christie | GBR  |          |

Finale: 27. Juli 1996, 21:00 Uhr
Wind: +0,7 m/s
Deutscher Teilnehmer:

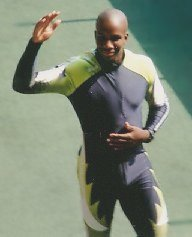
Olympiasieger Donovan Bailey

- Marc Blume – Viertelfinale 1/Rang 6/10,33 s

Schweizer Teilnehmer:
- Stefan Burkart – Vorlauf 2/Rang 5/10,49 s

### 200 m
| Platz | Athlet           | Land | Zeit (s) |
| ----- | ---------------- | ---- | -------- |
| 1     | Michael Johnson  | USA  | 19,32 WR |
| 2     | Frank Fredericks | NAM  | 19,68000 |
| 3     | Ato Boldon       | TRI  | 19,80000 |
| 4     | Obadele Thompson | BAR  | 20,14000 |
| 5     | Jeff Williams    | USA  | 20,17000 |
| 6     | Iván García      | CUB  | 20,21000 |
| 7     | Patrick Stevens  | BEL  | 20,27000 |
| 8     | Michael Marsh    | USA  | 20,48000 |

Finale: 1. August 1996, 21:00 Uhr
Wind: +0,4 m/s

Doping:

Der Australier Dean Capobianco – als Siebter ausgeschieden in seinem Viertelfinalrennen – wurde nachträglich disqualifiziert. Im Juni 1996 wurde er der Einnahme des verbotenen anabolen Steroids Stanozolol überfphrt. Auf Betreiben des australischen Verbandes wurde er im Juli dennoch für die Olympischen Spiele zugelassen. Im Frühjahr 1997 wurde er jedoch nachträglich disqualifiziert und für vier Jahre gesperrt.
Österreichische Teilnehmer:
- Christoph Pöstinger – Vorlauf 11/Rang 5/20,98 s
- Thomas Griesser – Vorlauf 5/Rang 6/21,20 s

Schweizer Teilnehmer:
- Alain Reimann – Vorlauf 9/Rang 2/20,99 s

### 400 m
- Michael Johnson (Foto: 2008) – Doppelolympiasieger von Atlanta – errang seine insgesamt dritte Goldmedaille

| Platz | Athlet                | Land | Zeit (s) |
| ----- | --------------------- | ---- | -------- |
| 1     | Michael Johnson       | USA  | 43,49 OR |
| 2     | Roger Black           | GBR  | 44,41000 |
| 3     | Davis Kamoga          | UGA  | 44,53000 |
| 4     | Alvin Harrison        | USA  | 44,62000 |
| 5     | Iwan Thomas           | GBR  | 44,70000 |
| 6     | Roxbert Martin        | JAM  | 44,83000 |
| 7     | Davian Clarke         | JAM  | 44,99000 |
| DNF   | Ibrahim Ismail Muftah | QAT  |          |

Finale: 29. Juli 1996, 21:10 Uhr
Schweizer Teilnehmer:

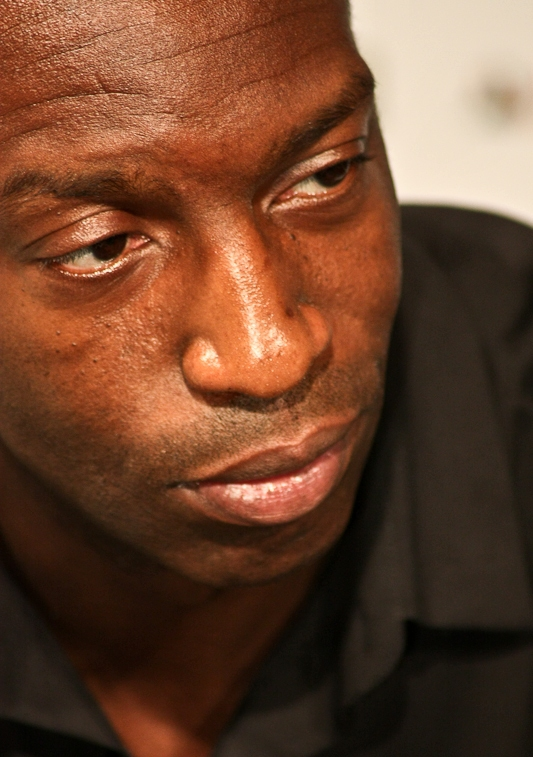
Michael Johnson (Foto: 2008) – Doppelolympiasieger von Atlanta – errang seine insgesamt dritte Goldmedaille

- Mathias Rusterholz – Viertelfinale 1/Rang 7/45,72 s
- Laurent Clerc – Vorlauf 3/Rang 5/46,42 s

### 800 m
| Platz | Athlet             | Land | Zeit (min) |
| ----- | ------------------ | ---- | ---------- |
| 1     | Vebjørn Rodal      | NOR  | 1:42,58 OR |
| 2     | Hezekiél Sepeng    | RSA  | 1:42,74000 |
| 3     | Frederick Onyancha | KEN  | 1:42,79000 |
| 4     | Norberto Téllez    | CUB  | 1:42,85000 |
| 5     | Nico Motchebon     | GER  | 1:43,91000 |
| 6     | David Kiptoo       | KEN  | 1:44,19000 |
| 7     | Johnny Gray        | USA  | 1:44,21000 |
| 8     | Benyounès Lahlou   | MAR  | 1:45,52000 |

Finale: 31. Juli 1996, 20:35 Uhr
Schweizer Teilnehmer:

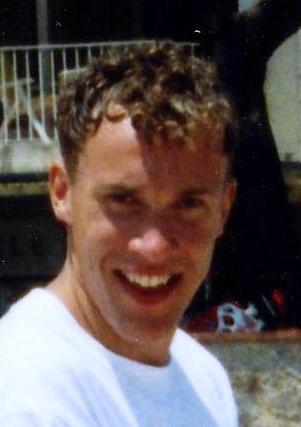
Olympiasieger Vebjørn Rodal

- André Bucher – Halbfinale 1/Rang 1/1:46,41 min

Weiterer deutscher Teilnehmer:
- Joachim Dehmel – Vorlauf 1/Rang 5/1:47,12 min

### 1500 m
| Platz | Athlet                  | Land | Zeit (min) |
| ----- | ----------------------- | ---- | ---------- |
| 1     | Noureddine Morceli      | ALG  | 3:35,78    |
| 2     | Fermín Cacho            | ESP  | 3:36,40    |
| 3     | Stephen Arusei Kipkorir | KEN  | 3:36,72    |
| 4     | Laban Rotich            | KEN  | 3:37,39    |
| 5     | William Tanui           | KEN  | 3:37,42    |
| 6     | Abdi Bile               | SOM  | 3:38,03    |
| 7     | Marko Koers             | NED  | 3:38,18    |
| 8     | Ali Hakimi              | TUN  | 3:38,19    |

Finale: 3. August 1996, 19:50 Uhr
Schweizer Teilnehmer:
- Peter Philipp – Vorlauf 4/Rang 7/3:41,60 min

Österreichische Teilnehmer:

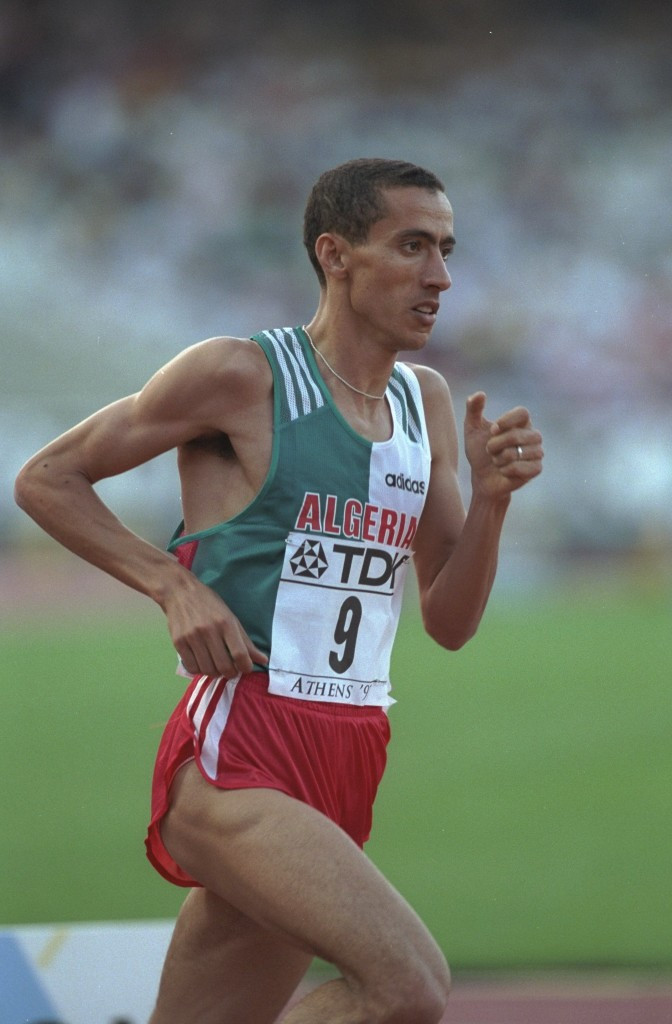
Der siegreiche Noureddine Morceli

- Werner Edler-Muhr – Vorlauf 4/Rang 8/3:45,02 min
- Thomas Ebner – Vorlauf 5/Rang 10/3:48,38 min

Deutscher Teilnehmer:
- Michael Gottschalk – Vorlauf 2/Rang 11/3:56,46 min

### 5000 m
| Platz | Athlet            | Land | Zeit (min) |
| ----- | ----------------- | ---- | ---------- |
| 1     | Vénuste Niyongabo | BDI  | 13:07,96   |
| 2     | Paul Bitok        | KEN  | 13:08,16   |
| 3     | Khalid Boulami    | MAR  | 13:08,37   |
| 4     | Dieter Baumann    | GER  | 13:08,81   |
| 5     | Tom Nyariki       | KEN  | 13:12,29   |
| 6     | Bob Kennedy       | USA  | 13:12,35   |
| 7     | Enrique Molina    | ESP  | 13:12,91   |
| 8     | Brahim Lahlafi    | MAR  | 13:13,26   |

Finale: 3. August 1996, 22:00 Uhr
Weiterer deutscher Teilnehmer:
- Stéphane Franke – Finale/Rang 14/13:44,64 min

### 10.000 m
| Platz | Athlet              | Land | Zeit (min)  |
| ----- | ------------------- | ---- | ----------- |
| 1     | Haile Gebrselassie  | ETH  | 27:07,34 OR |
| 2     | Paul Tergat         | KEN  | 27:08,17000 |
| 3     | Salah Hissou        | MAR  | 27:24,67000 |
| 4     | Aloÿs Nizigama      | BDI  | 27:33,79000 |
| 5     | Josephat Machuka    | KEN  | 27:35,08000 |
| 6     | Paul Koech          | KEN  | 27:35,19000 |
| 7     | Khalid Skah         | MAR  | 27:46,98000 |
| 8     | Mathias Ntawulikura | RWA  | 27:50,73000 |

Finale: 29. Juli 1996, 22:00 Uhr
Deutscher Teilnehmer:

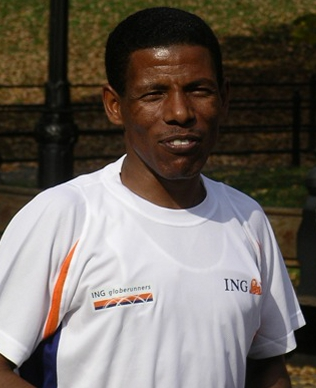
Favoritensieg für Haile Gebrselassie (Foto: 2003)

- Stéphane Franke – Finale/Rang 9/27:59,08 min

### Marathon
| Platz | Athlet           | Land | Zeit (h) |
| ----- | ---------------- | ---- | -------- |
| 1     | Josia Thugwane   | RSA  | 2:12:36  |
| 2     | Lee Bong-ju      | KOR  | 2:12:39  |
| 3     | Erick Wainaina   | KEN  | 2:12:44  |
| 4     | Martín Fiz       | ESP  | 2:13:20  |
| 5     | Richard Nerurkar | GBR  | 2:13:39  |
| 6     | Germán Silva     | MEX  | 2:14:29  |
| 7     | Steve Moneghetti | AUS  | 2:14:35  |
| 8     | Benjamín Paredes | MEX  | 2:14:55  |

Datum: 4. August 1996, 7:05 Uhr
Deutsche Teilnehmer:
- Konrad Dobler – Rang 48/2:21:12 h
- Stephan Freigang – DNF

### 110 m Hürden
| Platz | Athlet              | Land | Zeit (s) |
| ----- | ------------------- | ---- | -------- |
| 1     | Allen Johnson       | USA  | 12,95 OR |
| 2     | Mark Crear          | USA  | 13,09000 |
| 3     | Florian Schwarthoff | GER  | 13,17000 |
| 4     | Colin Jackson       | GBR  | 13,19000 |
| 5     | Emilio Valle        | CUB  | 13,20000 |
| 6     | Eugene Swift        | USA  | 13,23000 |
| 7     | Kyle Vander-Kuyp    | AUS  | 13,40000 |
| 8     | Erik Batte          | CUB  | 13,43000 |

Finale: 29. Juli 1996, 20:50 Uhr
Wind: +0,6 m/s
Weitere deutsche Teilnehmer:

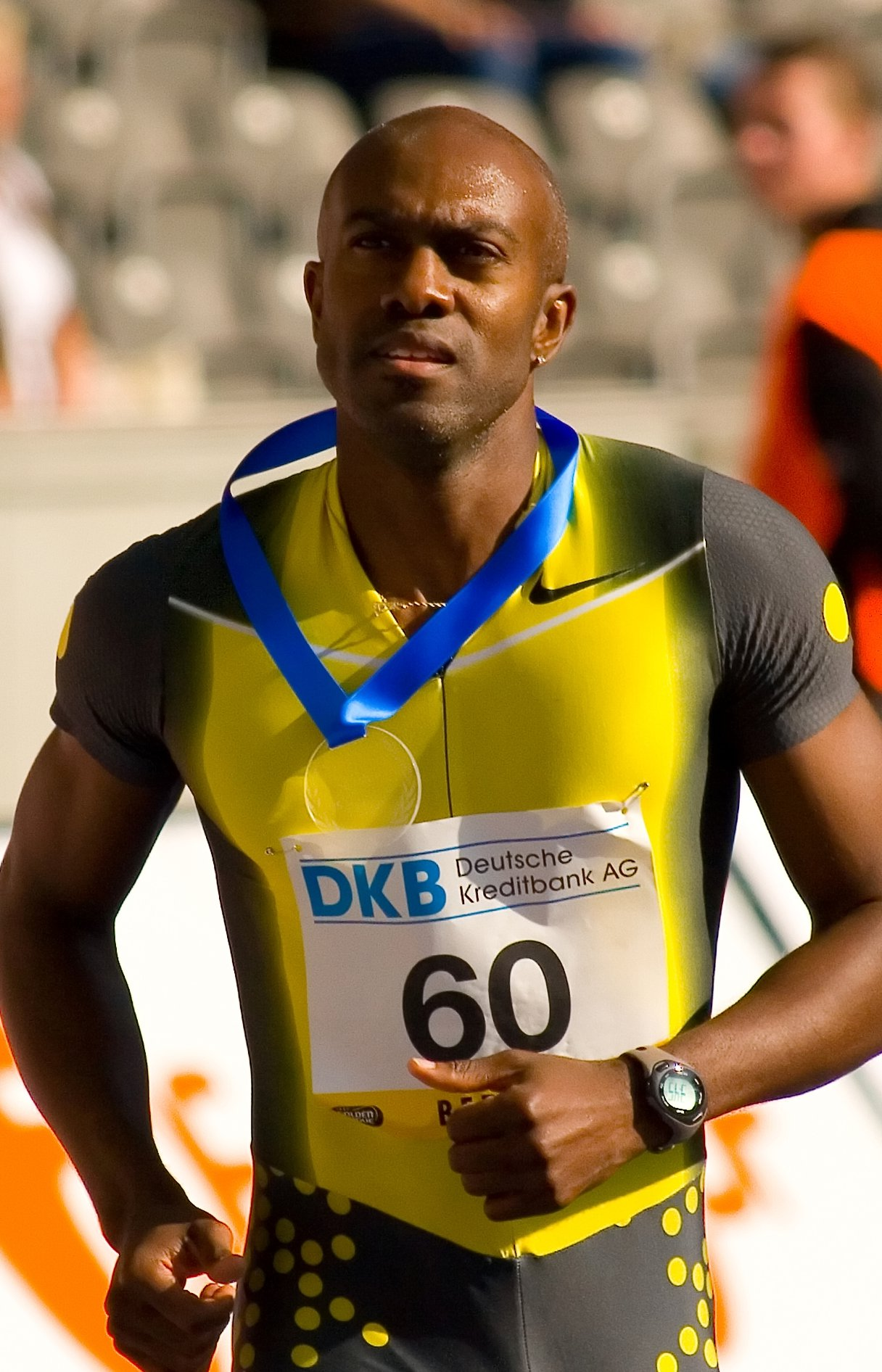
Olympiasieger Allen Johnson

- Eric Kaiser – Halbfinale 1/Rang 8/13,59 s
- Claude Edorh – Viertelfinale 3/Rang 6/13,64 s

Österreichische Teilnehmer:
- Mark McKoy – Viertelfinale 3/Rang 5/13,64 s
- Elmar Lichtenegger – Vorlauf 6/Rang 6/14,03 s
- Herwig Röttl – Vorlauf 3/Rang 7/14,08 s

### 400 m Hürden
| Platz | Athlet             | Land | Zeit (s) |
| ----- | ------------------ | ---- | -------- |
| 1     | Derrick Adkins     | USA  | 47,54000 |
| 2     | Samuel Matete      | ZAM  | 47,78000 |
| 3     | Calvin Davis       | USA  | 47,96000 |
| 4     | Sven Nylander      | SWE  | 47,98000 |
| 5     | Rohan Robinson     | AUS  | 48,30000 |
| 6     | Fabrizio Mori      | ITA  | 48,41000 |
| 7     | Everson Teixeira   | BRA  | 48,57000 |
| 8     | Eronilde de Araújo | BRA  | 48,78000 |

Finale: 1. August 1996, 20:25 Uhr
Schweizer Teilnehmer:

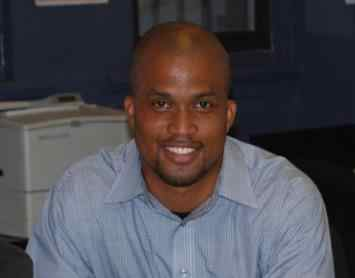
Goldmedaillengewinner Derrick Adkins

- Marcel Schelbert – Vorlauf 5/Rang 6/51,20 s

### 3000 m Hindernis
| Platz | Athlet                  | Land | Zeit (min) |
| ----- | ----------------------- | ---- | ---------- |
| 1     | Joseph Keter            | KEN  | 8:07,12    |
| 2     | Moses Kiptanui          | KEN  | 8:08,33    |
| 3     | Alessandro Lambruschini | ITA  | 8:11,28    |
| 4     | Matthew Kiprotich Birir | KEN  | 8:17,18    |
| 5     | Mark Croghan            | USA  | 8:17,84    |
| 6     | Steffen Brand           | GER  | 8:18,52    |
| 7     | Brahim Boulami          | MAR  | 8:23,13    |
| 8     | Jim Svenøy              | NOR  | 8:23,39    |

Finale: 2. August 1996, 21:05 Uhr
Weitere deutsche Teilnehmer:
- Martin Strege – Finale/Rang 10/8:30,31 min
- Kim Bauermeister – Halbfinale 1/Rang 12/8:51,83 min

### 4 × 100 m Staffel
| Platz | Land       | Athleten | Zeit (s) |
| ----- | ---------- | --- | -------- |
| 1     | Kanada     | Robert Esmie (Finale) Glenroy Gilbert Bruny Surin Donovan Bailey im Vorlauf/Halbfinale außerdem: Carlton Chambers | 37,69    |
| 2     | USA        | Jon Drummond Tim Harden Michael Marsh (Finale) Dennis Mitchell im Vorlauf/Halbfinale außerdem: Tim Montgomery     | 38,05    |
| 3     | Brasilien  | Arnaldo da Silva Robson da Silva Édson Ribeiro André da Silva                                                     | 38,41    |
| 4     | Ukraine    | Kostjantyn Rurak Serhij Ossowytsch Oleh Kramarenko Wladyslaw Dolohodin                                            | 38,55    |
| 5     | Schweden   | Peter Karlsson Torbjörn Mårtensson Lars Hedner Patrik Strenius                                                    | 38,67    |
| 6     | Kuba       | Andrés Simón (Finale) Joel Lamela Joel Isasi Luis Alberto Pérez im Vorlauf/Halbfinale außerdem: Iván García       | 39,39    |
| DNF   | Frankreich | Hermann Lomba Regis Groisard Pascal Theophile Needy Guims                                                         |          |
| DSQ   | Ghana      | Aziz Zakari Christian Nsiah Albert Agyemang Emmanuel Tuffour                                                      |          |

Finale: 3. August 1996, 19:20 Uhr
Die ghanaische Mannschaft wurde unmittelbar vor dem Start des Finallaufs disqualifiziert, weil einer ihrer Läufer – Christian Nsiah – in der ersten Runde, aber nicht im Halbfinale teilgenommen hatte. Die zugrunde liegende Regel wurde 2007 aufgehoben.
 Deutschland – Halbfinale 1/DNF
 Österreich – Vorlauf 5/Rang 4/39,80 s

### 4 × 400 m Staffel
| Platz | Land           | Athleten | Zeit (min) |
| ----- | -------------- | --- | ---------- |
| 1     | USA            | LaMont Smith (Finale) Alvin Harrison Derek Mills Anthuan Maybank im Vorlauf/Halbfinale außerdem: Jason Rouser                                                                | 2:55,99    |
| 2     | Großbritannien | Iwan Thomas (Halbfinale/Finale) Jamie Baulch Mark Richardson Roger Black (Finale) im Vorlauf/Halbfinale außerdem: Du’aine Ladejo im Vorlauf außerdem: Mark Hylton            | 2:56,60    |
| 3     | Jamaika        | Michael McDonald (Halbfinale/Finale) Roxbert Martin Gregory Haughton Davian Clarke (Finale) im Vorlauf/Halbfinale außerdem: Dennis Blake im Vorlauf außerdem: Garth Robinson | 2:59,42    |
| 4     | Senegal        | Moustapha Diarra Aboubakry Dia Hachim Ndiaye Ibou Faye | 3:00,64    |
| 5     | Japan          | Shunji Karube Kōji Itō Jun Osakada Shigekazu Ōmori (Halbfinale/Finale) im Vorlauf außerdem: Kenji Tabata                                                                     | 3:00,76    |
| 6     | Polen          | Piotr Rysiukiewicz Tomasz Jędrusik (Halbfinale/Finale) Piotr Haczek Robert Maćkowiak im Vorlauf außerdem: Paweł Januszewski                                                  | 3:00,96    |
| 7     | Bahamas        | Carl Oliver (Finale) Troy McIntosh Dennis Darling Timothy Munnings im Vorlauf/Halbfinale außerdem: Theron Cooper                                                             | 3:02,71    |
| DNS   | Kenia          | Samson Kitur (Halbfinale) Samson Yego Simon Kemboi Julius Chepkwony im Vorlauf außerdem: Kennedy Ochieng                                                                     |            |

Finale: 3. August 1996, 21:40 Uhr
 Schweiz Halbfinale 2/Rang 6/3:05,36 min
 Deutschland Vorlauf 5/Rang 4/3:05,16 min

### 20 km Gehen
| Platz | Athlet                 | Land | Zeit (h) |
| ----- | ---------------------- | ---- | -------- |
| 1     | Jefferson Pérez        | ECU  | 1:20:07  |
| 2     | Ilja Markow            | RUS  | 1:20:16  |
| 3     | Bernardo Segura        | MEX  | 1:20:23  |
| 4     | Nicholas A’Hern        | AUS  | 1:20:31  |
| 5     | Rischat Schafikow      | RUS  | 1:20:41  |
| 6     | Aigars Fadejevs        | LAT  | 1:20:47  |
| 7     | Michail Schtschennikow | RUS  | 1:21:09  |
| 8     | Robert Korzeniowski    | POL  | 1:21:13  |

Datum: 26. Juli 1996, 8:00 Uhr
Deutsche Teilnehmer:
- Nischan Daimer (Rang 15/1:23:23 h)
- Robert Ihly (Rang 17/1:23:47 h)
- Andreas Erm (Rang 24/1:25:08 h)

### 50 km Gehen

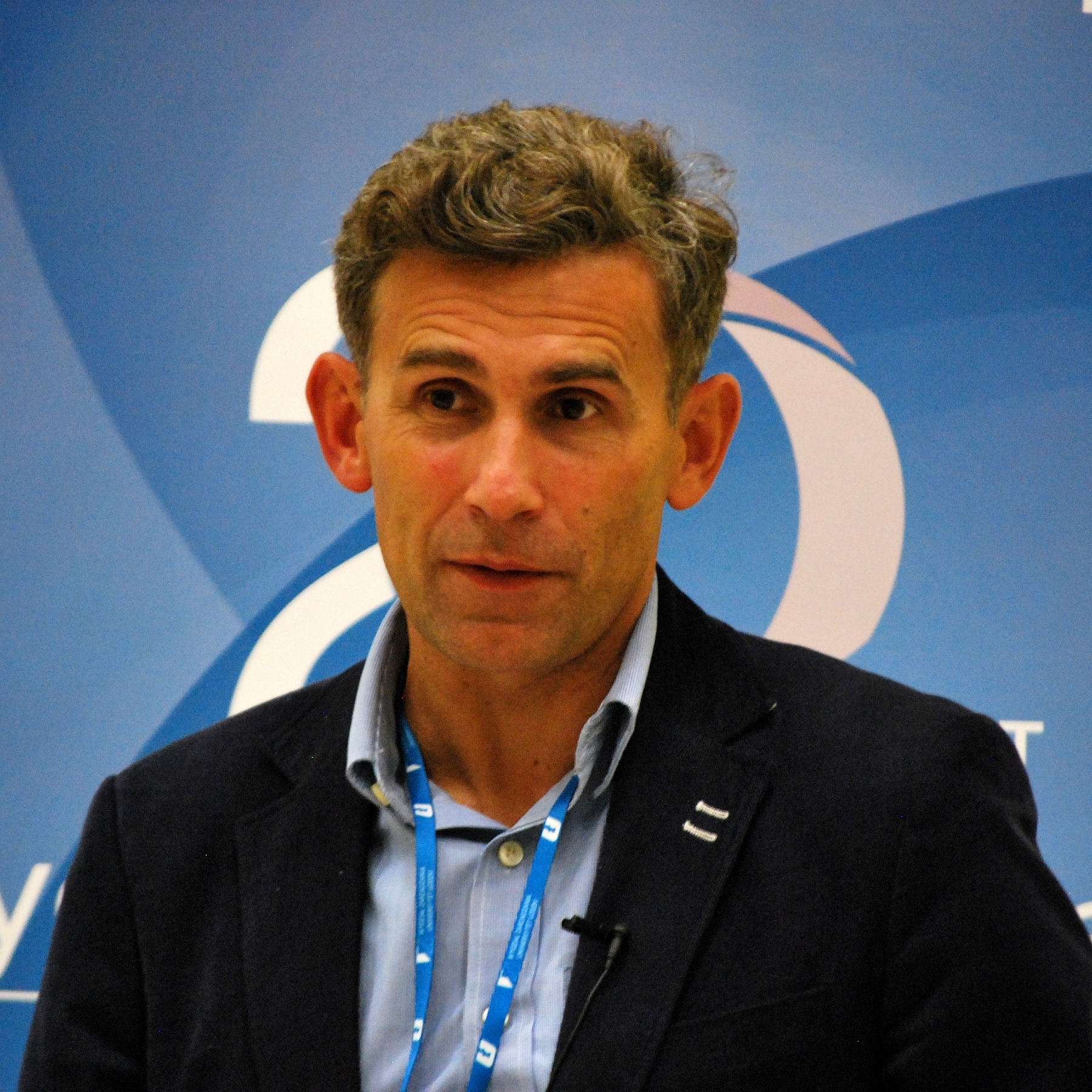
Olympiasieger Robert Korzeniowski
(hier im Jahr 2014)

| Platz | Athlet                 | Land | Zeit (h) |
| ----- | ---------------------- | ---- | -------- |
| 1     | Robert Korzeniowski    | POL  | 3:43:30  |
| 2     | Michail Schtschennikow | RUS  | 3:43:46  |
| 3     | Valentí Massana        | ESP  | 3:44:19  |
| 4     | Arturo Di Mezza        | ITA  | 3:44:52  |
| 5     | Wiktor Ginko           | BLR  | 3:45:27  |
| 6     | Ignacio Zamudio        | MEX  | 3:46:07  |
| 7     | Valentin Kononen       | FIN  | 3:47:40  |
| 8     | Sergei Korepanow       | KAZ  | 3:48:42  |

Datum: 2. August 1996, 7:30 Uhr
Deutsche Teilnehmer:
- Axel Noack – Rang 12/3:51:55 h
- Thomas Wallstab Rang 15/3:54:48 h
- Ronald Weigel DNF

Schweizer Teilnehmer:
- Pascal Charrière – Rang 31/4:10:20 h

### Hochsprung
| Platz | Athlet             | Land | Höhe (m) |
| ----- | ------------------ | ---- | -------- |
| 1     | Charles Austin     | USA  | 2,39 OR  |
| 2     | Artur Partyka      | POL  | 2,37000  |
| 3     | Steve Smith        | GBR  | 2,35000  |
| 4     | Dragutin Topić     | YUG  | 2,32000  |
| 5     | Steinar Hoen       | NOR  | 2,32000  |
| 6     | Lambros Papakostas | GRE  | 2,32000  |
| 7     | Tim Forsyth        | AUS  | 2,32000  |
| 8     | Lee Jin-taek       | KOR  | 2,29000  |

Finale: 28. Juli 1996, 18:00 Uhr
Deutscher Teilnehmer:
- Wolfgang Kreißig – Finale/Rang 9/2,29 m

### Stabhochsprung
| Platz | Athlet             | Land | Höhe (m) |
| ----- | ------------------ | ---- | -------- |
| 1     | Jean Galfione      | FRA  | 5,92 ORe |
| 2     | Igor Trandenkow    | RUS  | 5,92 OR0 |
| 3     | Andrei Tivontschik | GER  | 5,92 ORe |
| 4     | Igor Potapowitsch  | KAZ  | 5,860000 |
| 5     | Pjotr Botschkarjow | RUS  | 5,860000 |
| 6     | Dsmitry Markau     | BLR  | 5,860000 |
| 7     | Tim Lobinger       | GER  | 5,800000 |
| 8     | Lawrence Johnson   | USA  | 5,700000 |

Finale: 2. August 1996, 17:00 Uhr
Weiterer deutscher Teilnehmer:

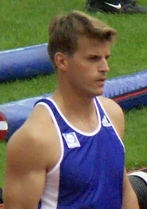
Überraschungsolympiasieger Jean Galfione

- Michael Stolle – Finale/Rang 9/5,70 m

### Weitsprung

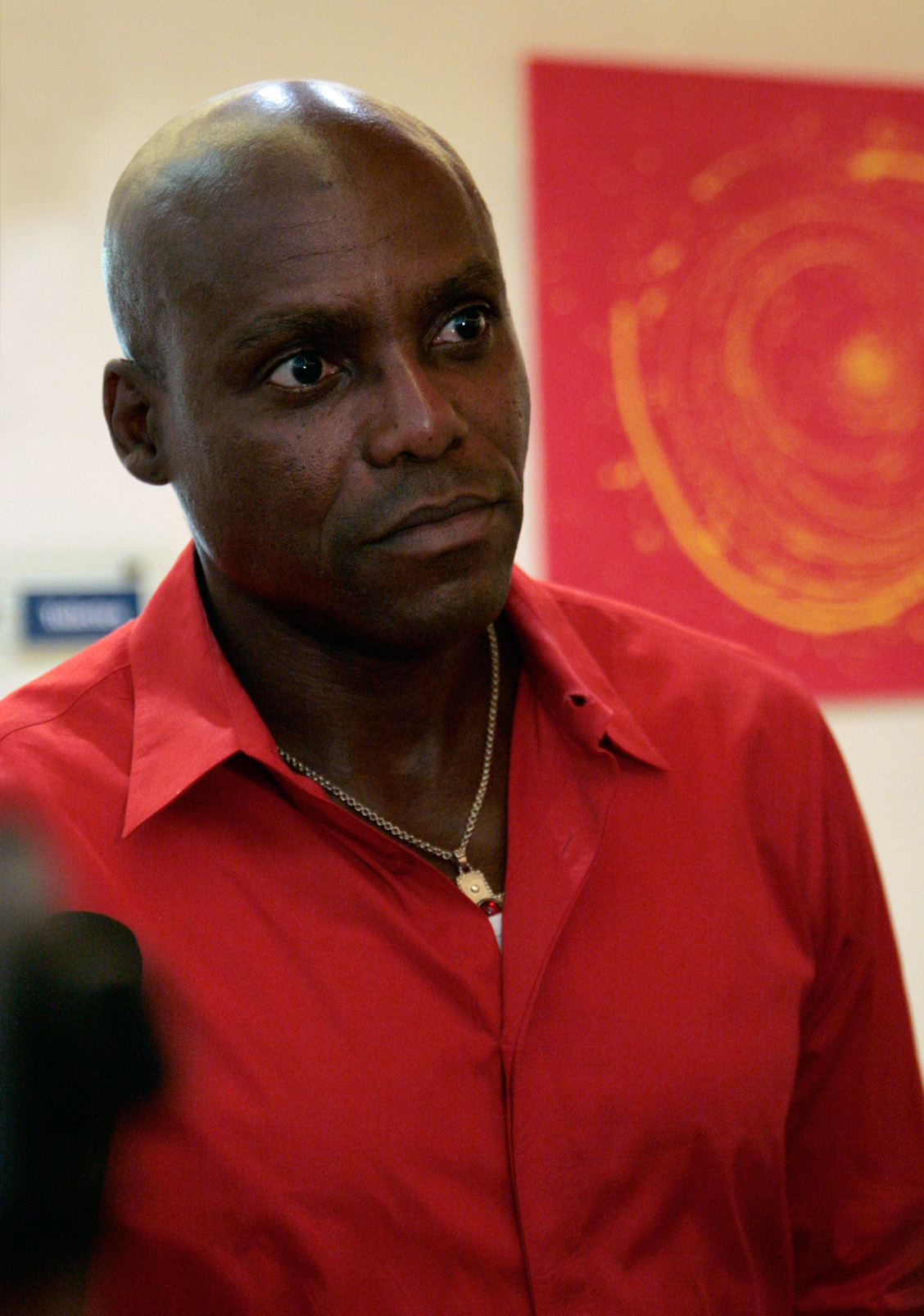
Carl Lewis (Foto: 2009) mit seinem vierten Gold im Weitsprung und dem neunten Olympiasieg seiner Karriere

| Platz | Athlet              | Land | Weite (m) |
| ----- | ------------------- | ---- | --------- |
| 1     | Carl Lewis          | USA  | 8,50      |
| 2     | James Beckford      | JAM  | 8,29      |
| 3     | Joe Greene          | USA  | 8,24      |
| 4     | Emmanuel Bangué     | FRA  | 8,19      |
| 5     | Mike Powell         | USA  | 8,17      |
| 6     | Gregor Cankar       | SLO  | 8,11      |
| 7     | Aljaksandr Hlawazki | BLR  | 8,07      |
| 8     | Mattias Sunneborn   | SWE  | 8,06      |

Finale: 29. Juli 1996, 19:10 Uhr
Deutsche Teilnehmer:
- Georg Ackermann – Qualifikationsgruppe A/Rang 11/7,86 m
- Hans-Peter Lott – Qualifikationsgruppe A/NM

### Dreisprung
| Platz | Athlet            | Land | Weite (m) |
| ----- | ----------------- | ---- | --------- |
| 1     | Kenny Harrison    | USA  | 18,09 OR  |
| 2     | Jonathan Edwards  | GBR  | 17,88000  |
| 3     | Yoelbi Quesada    | CUB  | 17,44000  |
| 4     | Mike Conley Sr.   | USA  | 17,40000  |
| 5     | Armen Martirosjan | ARM  | 16,97000  |
| 6     | Brian Wellman     | BER  | 16,95000  |
| 7     | Galin Georgiew    | BUL  | 16,92000  |
| 8     | Robert Howard     | USA  | 16,90000  |

Finale: 27. Juli 1996, 19:00 Uhr
Deutscher Teilnehmer:
- Charles Friedek – Qualifikationsgruppe B/Rang 6/16,71 m

### Kugelstoßen
| Platz | Athlet             | Land | Weite (m) |
| ----- | ------------------ | ---- | --------- |
| 1     | Randy Barnes       | USA  | 21,62     |
| 2     | John Godina        | USA  | 20,79     |
| 3     | Oleksandr Bahatsch | UKR  | 20,75     |
| 4     | Paolo Dal Soglio   | ITA  | 20,74     |
| 5     | Oliver-Sven Buder  | GER  | 20,51     |
| 6     | Roman Wirastjuk    | UKR  | 20,45     |
| 7     | Cottrell J. Hunter | USA  | 20,39     |
| 8     | Dragan Perić       | YUG  | 20,07     |

Finale: 26. Juli 1996, 20:00 Uhr
Weitere deutsche Teilnehmer:

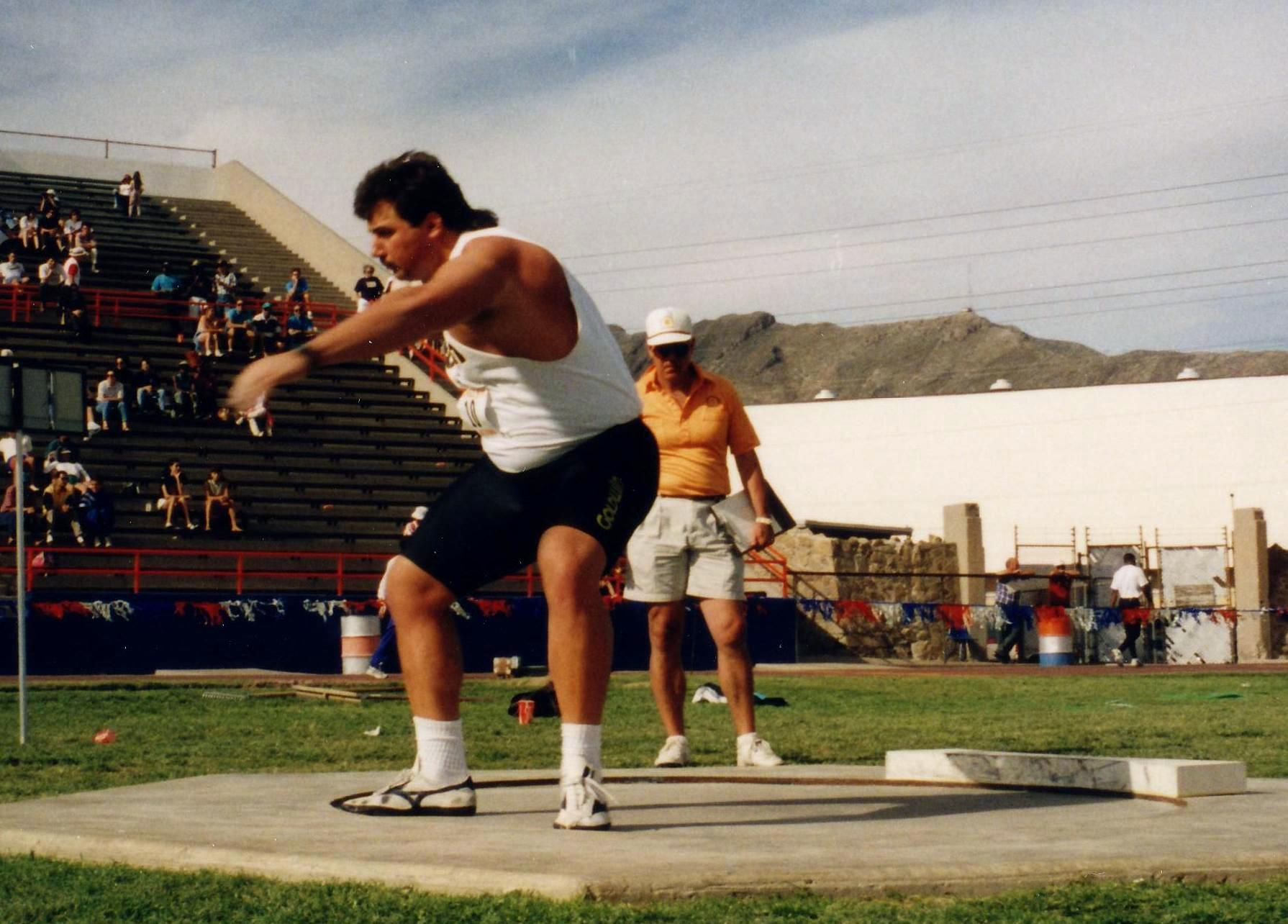
Olympiasieger Randy Barnes

- Dirk Urban – Qualifikationsgruppe B/Rang 7/19,39 m
- Michael Mertens – Qualifikationsgruppe A/Rang 8/19,07 m

### Diskuswurf
| Platz | Athlet                    | Land | Weite (m) |
| ----- | ------------------------- | ---- | --------- |
| 1     | Lars Riedel               | GER  | 69,40 OR  |
| 2     | Uladsimir Dubrouschtschyk | BLR  | 66,60000  |
| 3     | Wassil Kapzjuch           | BLR  | 65,80000  |
| 4     | Anthony Washington        | USA  | 65,42000  |
| 5     | Virgilijus Alekna         | LTU  | 65,30000  |
| 6     | Jürgen Schult             | GER  | 64,62000  |
| 7     | Witalij Sydorow           | UKR  | 63,78000  |
| 8     | Vaclavas Kidykas          | LTU  | 62,78000  |

Finale: 31. Juli 1996, 19:33 Uhr
Weiterer deutscher Teilnehmer:

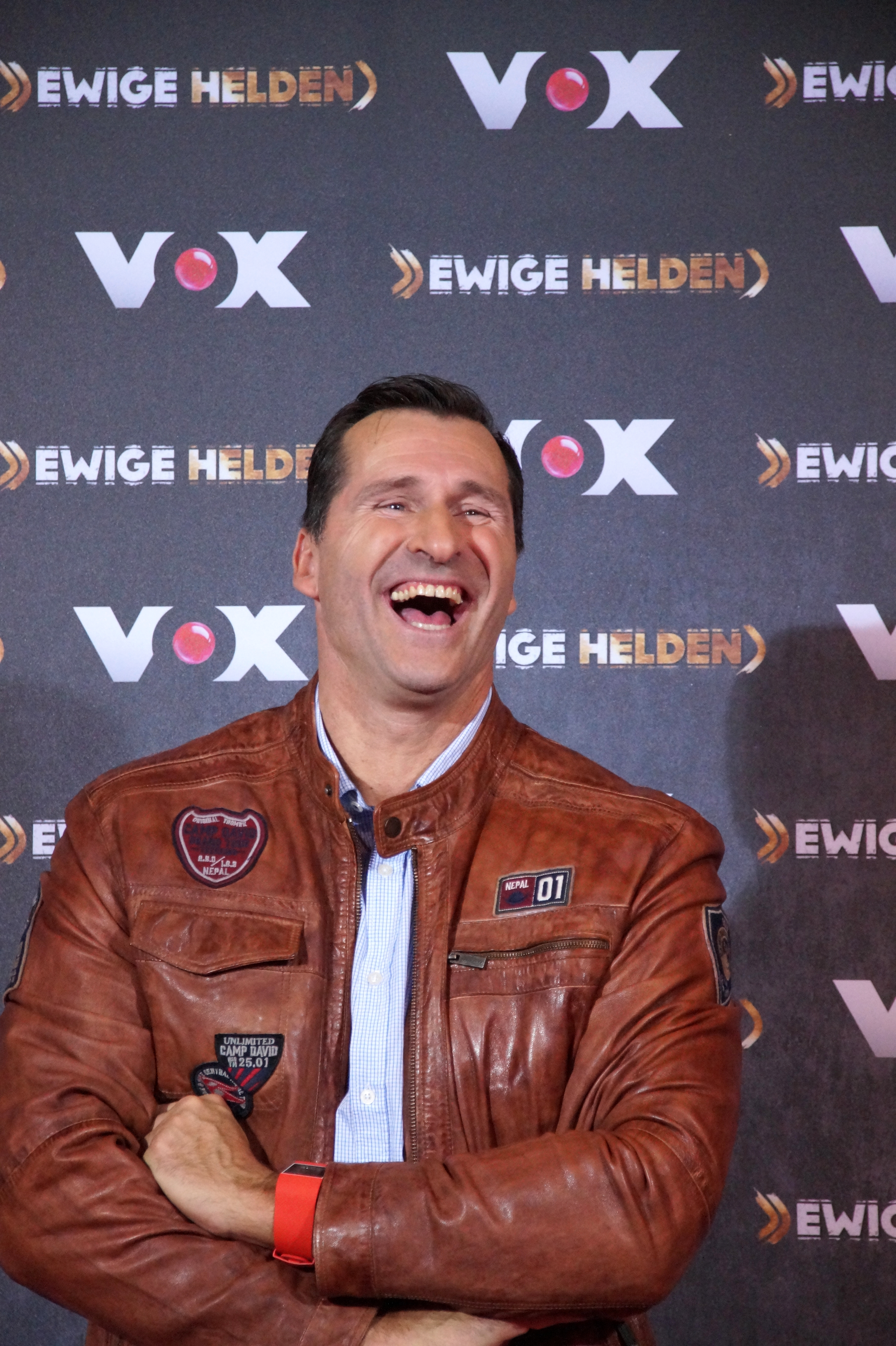
Favoritensieg für Lars Riedel

- Michael Möllenbeck – Qualifikationsgruppe B/Rang 17/55,18 m

### Hammerwurf
| Platz | Athlet             | Land | Weite (m) |
| ----- | ------------------ | ---- | --------- |
| 1     | Balázs Kiss        | HUN  | 81,24     |
| 2     | Lance Deal         | USA  | 81,12     |
| 3     | Oleksandr Krykun   | UKR  | 80,02     |
| 4     | Andrij Skwaruk     | UKR  | 79,92     |
| 5     | Heinz Weis         | GER  | 79,78     |
| 6     | Ilja Konowalow     | RUS  | 78,72     |
| 7     | Ihar Astapkowitsch | BLR  | 78,20     |
| 8     | Sjarhej Alaj       | BLR  | 77,38     |

Finale: 28. Juli 1996, 15:45 Uhr
Weitere deutsche Teilnehmer:
- Claus Dethloff – Qualifikationsgruppe A/Rang 7/74,60 m
- Karsten Kobs – Qualifikationsgruppe B/Rang 9/74,20 m

### Speerwurf
| Platz | Athlet         | Land | Weite (m) |
| ----- | -------------- | ---- | --------- |
| 1     | Jan Železný    | CZE  | 88,16     |
| 2     | Steve Backley  | GBR  | 87,44     |
| 3     | Seppo Räty     | FIN  | 86,98     |
| 4     | Raymond Hecht  | GER  | 86,88     |
| 5     | Boris Henry    | GER  | 85,68     |
| 6     | Sergei Makarow | RUS  | 85,30     |
| 7     | Kimmo Kinnunen | FIN  | 84,02     |
| 8     | Tom Pukstys    | USA  | 83,58     |

Finale: 3. August 1996, 18:55 Uhr
Weiterer deutscher Teilnehmer:

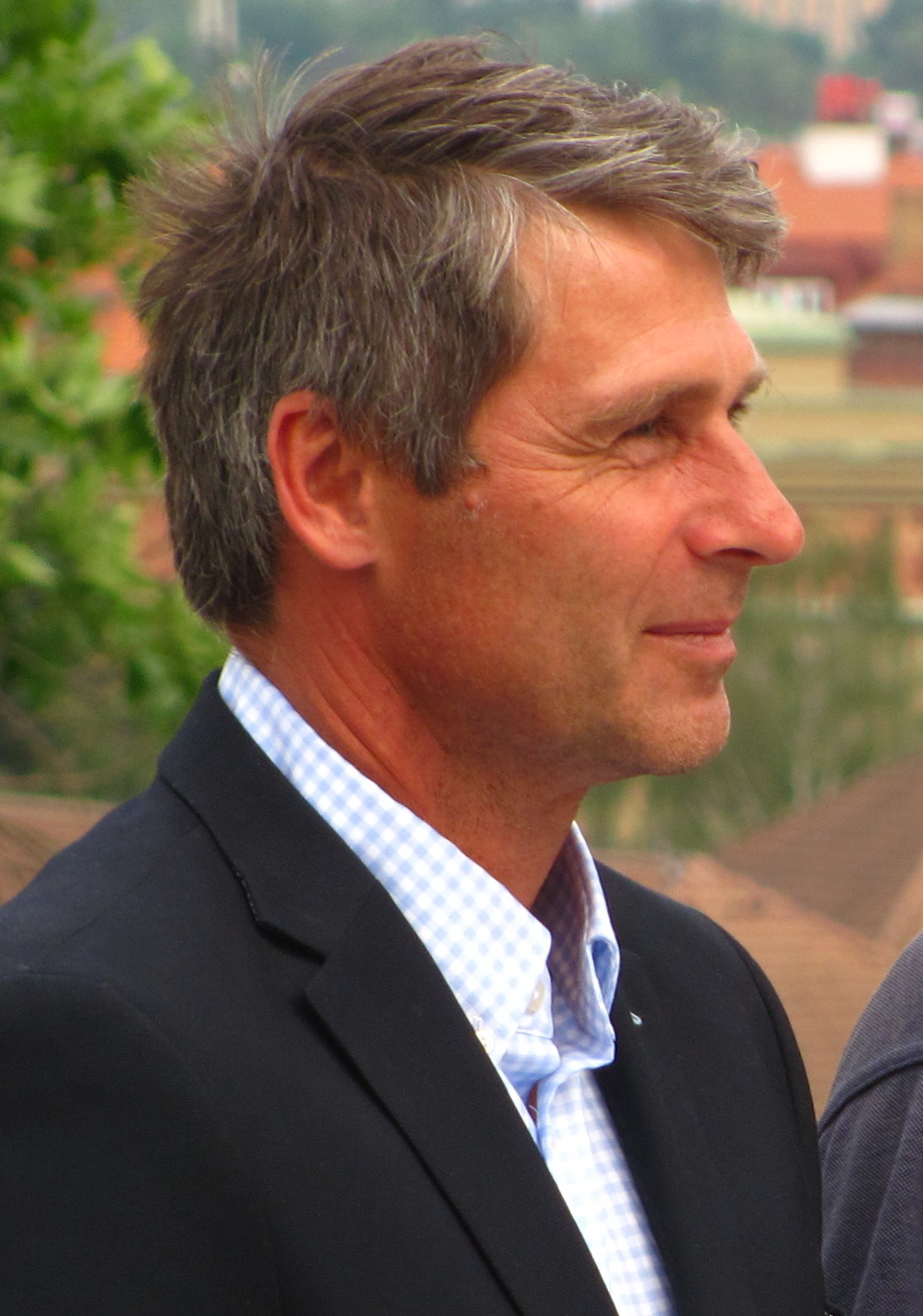
Olympiasieg für den klar favorisierten Jan Železný (hier im Jahr 2012)

- Peter Blank – Finale/Rang 9/81,82 m

### Zehnkampf
| Platz | Athlet            | Land | Punkte |
| ----- | ----------------- | ---- | ------ |
| 1     | Dan O’Brien       | USA  | 8824   |
| 2     | Frank Busemann    | GER  | 8706   |
| 3     | Tomáš Dvořák      | CZE  | 8664   |
| 4     | Steve Fritz       | USA  | 8644   |
| 5     | Eduard Hämäläinen | BLR  | 8613   |
| 6     | Erki Nool         | EST  | 8543   |
| 7     | Robert Změlík     | CZE  | 8422   |
| 8     | Ramil Ganijew     | UZB  | 8318   |

Datum: 31. Juli/1. August 1996
Weitere deutsche Teilnehmer:
- Frank Müller – Rang 14/8253 Punkte

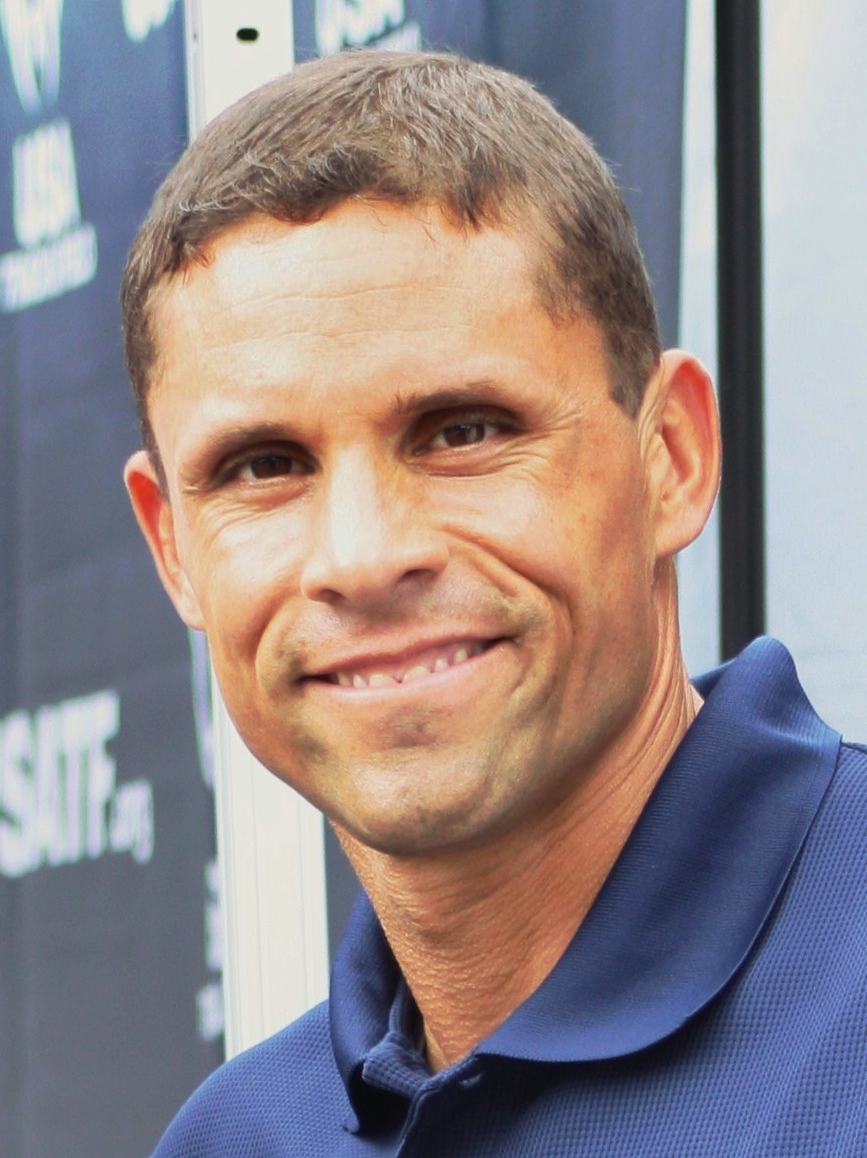
Dan O’Brien verfehlte bei seinem Olympiasieg den Olympiarekord nur knapp

- Dirk-Achim Pajonk – Rang 20/8045 Punkte

Schweizer Teilnehmer:
- Philipp Huber – Rang 28/7743 Punkte

## Resultate Frauen

### 100 m
| Platz | Athletin                           | Land | Zeit (s) |
| ----- | ---------------------------------- | ---- | -------- |
| 1     | Gail Devers                        | USA  | 10,94    |
| 2     | Merlene Ottey                      | JAM  | 10,94    |
| 3     | Gwen Torrence                      | USA  | 10,96    |
| 4     | Chandra Sturrup                    | BAH  | 11,00    |
| 5     | Marina Trandenkowa                 | RUS  | 11,06    |
| 6     | Natalja Pomoschtschnikowa-Woronowa | RUS  | 11,10    |
| 7     | Mary Onyali                        | NGR  | 11,13    |
| 8     | Schanna Pintussewytsch             | UKR  | 11,14    |

Finale: 27. Juli 1996, 20:45 Uhr
Wind: −0,7 m/s
Deutsche Teilnehmerinnen:

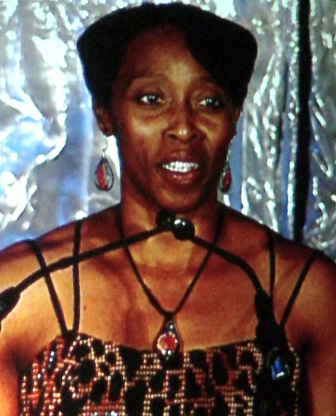
Gail Devers (Foto: 2011) gewann mit einem Vorsprung von vier Tausendstelsekunden

- Melanie Paschke – Halbfinale 2/Rang 6/11,14 s
- Andrea Philipp – Viertelfinale 2/Rang 5/11,38 s
- Silke Lichtenhagen – Viertelfinale 3/Rang 7/11,53 s

Schweizer Teilnehmerin:
- Mireille Donders – Vorlauf 7/Rang 6/11,67 s

### 200 m
| Platz | Athletin            | Land | Zeit (s) |
| ----- | ------------------- | ---- | -------- |
| 1     | Marie-José Perec    | FRA  | 22,12    |
| 2     | Merlene Ottey       | JAM  | 22,24    |
| 3     | Mary Onyali         | NGR  | 22,38    |
| 4     | Inger Miller        | USA  | 22,41    |
| 5     | Galina Maltschugina | RUS  | 22,45    |
| 6     | Chandra Sturrup     | BAH  | 22,54    |
| 7     | Juliet Cuthbert     | JAM  | 22,60    |
| 8     | Carlette Guidry     | USA  | 22,61    |

Finale: 1. August 1996, 20:45 Uhr
Wind: +0,3 m/s
Deutsche Teilnehmerin:
- Melanie Paschke – Halbfinale 2/Rang 6/22,81 s

Schweizer Teilnehmerin:
- Mireille Donders – Vorlauf 3/Rang 5/23,52 s

### 400 m

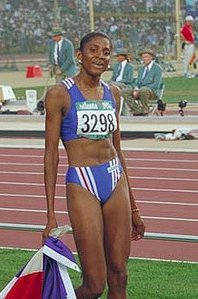
Erstes Gold für Marie-José Pérec – ein zweiter Olympiasieg folgte über 200 Meter

| Platz | Athletin         | Land | Zeit (s) |
| ----- | ---------------- | ---- | -------- |
| 1     | Marie-José Perec | FRA  | 48,25 OR |
| 2     | Cathy Freeman    | AUS  | 48,63000 |
| 3     | Falilat Ogunkoya | NGR  | 49,10000 |
| 4     | Pauline Davis    | BAH  | 49,28000 |
| 5     | Jearl Miles      | USA  | 49,55000 |
| 6     | Fatima Yusuf     | NGR  | 49,77000 |
| 7     | Sandie Richards  | JAM  | 50,45000 |
| 8     | Grit Breuer      | GER  | 50,71000 |

Finale: 29. Juli 1996, 19:35 Uhr
Schweizer Teilnehmerin:
- Corinne Simasotchi – Vorlauf 7/Rang 6/53,69 s

### 800 m
| Platz | Athletin                | Land | Zeit (min) |
| ----- | ----------------------- | ---- | ---------- |
| 1     | Swetlana Masterkowa     | RUS  | 1:57,73    |
| 2     | Ana Fidelia Quirot      | CUB  | 1:58,11    |
| 3     | Maria de Lurdes Mutola  | MOZ  | 1:58,71    |
| 4     | Kelly Holmes            | GBR  | 1:58,81    |
| 5     | Jelena Afanassjewa      | RUS  | 1:59,57    |
| 6     | Patricia Djaté-Taillard | FRA  | 1:59,61    |
| 7     | Natallja Duchnowa       | BLR  | 2:00,32    |
| 8     | Toni Hodgkinson         | NZL  | 2:00,54    |

Finale: 29. Juli 1996, 19:15 Uhr
Deutsche Teilnehmerin:
- Linda Kisabaka – Halbfinale 1/Rang 6/1:59,23 min

### 1500 m
| Platz | Athletin            | Land | Zeit (min) |
| ----- | ------------------- | ---- | ---------- |
| 1     | Swetlana Masterkowa | RUS  | 4:00,83    |
| 2     | Gabriela Szabo      | ROU  | 4:01,54    |
| 3     | Theresia Kiesl      | AUT  | 4:03,02    |
| 4     | Leah Pells          | CAN  | 4:03,56    |
| 5     | Margaret Crowley    | AUS  | 4:03,79    |
| 6     | Carla Sacramento    | POR  | 4:03,91    |
| 7     | Ljudmila Borissowa  | RUS  | 4:05,90    |
| 8     | Małgorzata Rydz     | POL  | 4:05,92    |

Finale: 3. August 1996, 20:15 Uhr
Deutsche Teilnehmerinnen:
- Carmen Wüstenhagen – Halbfinale 1/Rang 7/4:11,47 min
- Sylvia Kühnemund – Halbfinale 2/Rang 10/4:16,85 min

### 5000 m
| Platz | Athletin        | Land | Zeit (min)  |
| ----- | --------------- | ---- | ----------- |
| 1     | Wang Junxia     | CHN  | 14:59,88 OR |
| 2     | Pauline Konga   | KEN  | 15:03,49000 |
| 3     | Roberta Brunet  | ITA  | 15:07,52000 |
| 4     | Michiko Shimizu | JPN  | 15:09,05000 |
| 5     | Paula Radcliffe | GBR  | 15:13,11000 |
| 6     | Jelena Romanowa | RUS  | 15:14,09000 |
| 7     | Elena Fidatov   | ROU  | 15:16,71000 |
| 8     | Rose Cheruiyot  | KEN  | 15:17,33000 |

Finale: 28. Juli 1996, 20:45 Uhr
Schweizer Teilnehmerin:
- Anita Weyermann – Finale/Rang 14/15:44,40 min

Deutsche Teilnehmerinnen:
- Claudia Lokar – Vorlauf 2/Rang 6/15:28,35 min
- Petra Wassiluk – Vorlauf 1/Rang 7/15:37,73 min

### 10.000 m
| Platz | Athletin         | Land | Zeit (min)  |
| ----- | ---------------- | ---- | ----------- |
| 1     | Fernanda Ribeiro | POR  | 31:01,63 OR |
| 2     | Wang Junxia      | CHN  | 31:02,58000 |
| 3     | Gete Wami        | ETH  | 31:06,65000 |
| 4     | Derartu Tulu     | ETH  | 31:10,46000 |
| 5     | Masako Chiba     | JPN  | 31:20,62000 |
| 6     | Tegla Loroupe    | KEN  | 31:23,22000 |
| 7     | Yuko Kawakami    | JPN  | 31:23,23000 |
| 8     | Iulia Negură     | ROU  | 31:26,46000 |

Finale: 2. August 1996, 21:30 Uhr
Deutsche Teilnehmerin:
- Kathrin Weßel – Vorlauf 1/Rang 13/33:31,67 min

Schweizer Teilnehmerinnen:
- Daria Nauer – Vorlauf 2/Rang 16/33:56,95 min

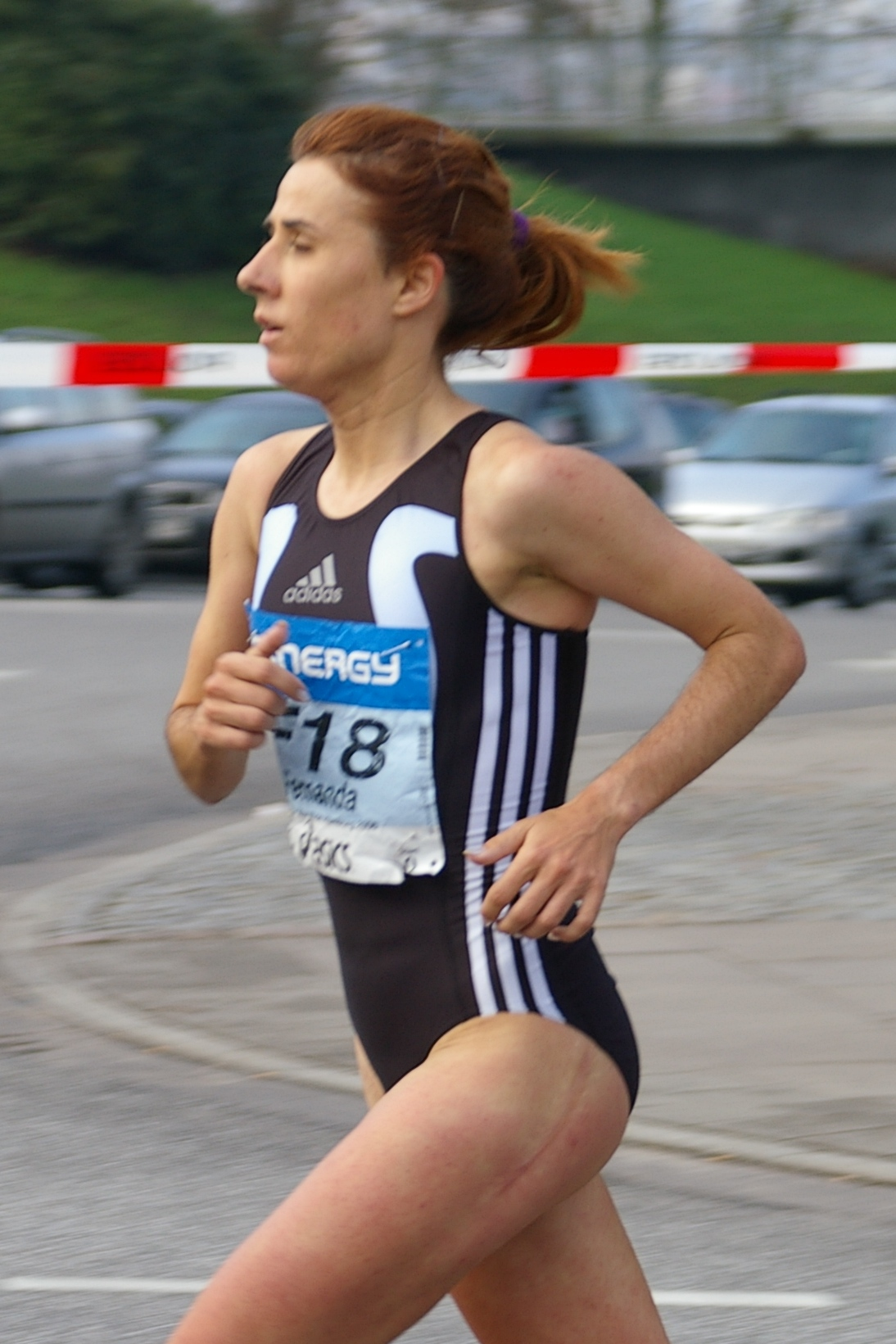
Olympiasiegerin Fernanda Ribeiro

- Ursula Jeitziner – Vorlauf 1/DNF

### Marathon
| Platz | Athletin              | Land | Zeit (h) |
| ----- | --------------------- | ---- | -------- |
| 1     | Fatuma Roba           | ETH  | 2:26:05  |
| 2     | Walentina Jegorowa    | RUS  | 2:28:05  |
| 3     | Yūko Arimori          | JPN  | 2:28:39  |
| 4     | Katrin Dörre-Heinig   | GER  | 2:28:45  |
| 5     | Rocío Ríos            | ESP  | 2:30:50  |
| 6     | Lidia Șimon           | ROU  | 2:31:04  |
| 7     | Maria Manuela Machado | POR  | 2:31:11  |
| 8     | Sonja Krolik          | GER  | 2:31:16  |

Datum: 28. Juli 1996, 7:05 Uhr
Schweizer Teilnehmerinnen:
- Franziska Rochat-Moser – Rang 18/2:34:48 h
- Nelly Glauser – Rang 34/2:37:19 h

Weitere deutsche Teilnehmerin:
- Uta Pippig – DNF

### 100 m Hürden
| Platz | Athletin              | Land | Zeit (s) |
| ----- | --------------------- | ---- | -------- |
| 1     | Ludmila Engquist      | SWE  | 12,58    |
| 2     | Brigita Bukovec       | SLO  | 12,59    |
| 3     | Patricia Girard       | FRA  | 12,65    |
| 4     | Gail Devers           | USA  | 12,66    |
| 5     | Dione Rose            | JAM  | 12,74    |
| 6     | Michelle Freeman      | JAM  | 12,76    |
| 7     | Lynda Tolbert-Goode   | USA  | 13,11    |
| DOP   | Natalja Schechodanowa | RUS  |          |

Finale: 31. Juli 1996, 20:55 Uhr
Natalja Schechodanowa, die ursprünglich den siebten Platz in 12,80 s belegt hatte, wurde wegen Verstoßes gegen die Antidopingbestimmungen disqualifiziert.
Schweizer Teilnehmerin:
- Julie Baumann – Halbfinale 1/Rang 5/12,90 s

Deutsche Teilnehmerinnen:
- Kristin Patzwahl – Halbfinale 1/Rang 7/13,05 s
- Birgit Wolf – Viertelfinale 4/Rang 6/13,08 s

### 400 m Hürden
| Platz | Athletin            | Land | Zeit (s) |
| ----- | ------------------- | ---- | -------- |
| 1     | Deon Hemmings       | JAM  | 52,82 OR |
| 2     | Kim Batten          | USA  | 53,08000 |
| 3     | Tonja Buford-Bailey | USA  | 53,22000 |
| 4     | Debbie-Ann Parris   | JAM  | 53,97000 |
| 5     | Heike Meissner      | GER  | 54,03000 |
| 6     | Rosey Edeh          | CAN  | 54,39000 |
| 7     | Ionela Târlea       | ROU  | 54,40000 |
| 8     | Silvia Rieger       | GER  | 54,57000 |

Finale: 31. Juli 1996, 19:40 Uhr
Schweizer Teilnehmerinnen:
- Michèle Schenk – Halbfinale 2/Rang 6/55,96 s
- Martina Stoop – Vorlauf 2/Rang 6/56,32 s

### 4 × 100 m Staffel
| Platz | Land           | Athletinnen | Zeit (s) |
| ----- | -------------- | --- | -------- |
| 1     | USA            | Chryste Gaines Gail Devers (Finale) Inger Miller Gwen Torrence in den Vorläufen außerdem: Carlette Guidry                                | 41,95    |
| 2     | Bahamas        | Eldece Clarke Chandra Sturrup (Finale) Savatheda Fynes Pauline Davis in den Vorläufen außerdem: Debbie Ferguson                          | 42,14    |
| 3     | Jamaika        | Michelle Freeman Juliet Cuthbert (Finale) Nikole Mitchell Merlene Ottey (Finale) in den Vorläufen außerdem: Gillian Russell Andria Lloyd | 42,24    |
| 4     | Russland       | Jekaterina Leschtschowa Galina Maltschugina Natalja Pomoschtschnikowa-Woronowa Irina Priwalowa                                           | 42,27    |
| 5     | Nigeria        | Chioma Ajunwa Mary Tombiri-Shirey Christy Opara-Thompson Mary Onyali                                                                     | 42,56    |
| 6     | Frankreich     | Sandra Citte Odiah Sidibé Patricia Girard-Leno Marie-José Pérec (Finale) in den Vorläufen außerdem: Delphine Combe                       | 42,76    |
| 7     | Australien     | Sharon Cripps Kylie Hanigan Lauren Hewitt Jodi Lambert                                                                                   | 43,70    |
| 8     | Großbritannien | Angie Thorp Marcia Richardson Simmone Jacobs Katharine Merry                                                                             | 43,93    |

Finale: 3. August 1996, 19:00 Uhr
 Deutschland – Vorlauf 2/DNF

### 4 × 400 m Staffel
| Platz | Land        | Athletinnen | Zeit (min) |
| ----- | ----------- | --- | ---------- |
| 1     | USA         | Rochelle Stevens Maicel Malone Kim Graham Jearl Miles (Finale) in den Vorläufen außerdem: Linetta Wilson                                | 3:20,91    |
| 2     | Nigeria     | Olabisi Afolabi Fatima Yusuf Charity Opara Falilat Ogunkoya                                                                             | 3:21,04    |
| 3     | Deutschland | Uta Rohländer Linda Kisabaka Anja Rücker Grit Breuer                                                                                    | 3:21,14    |
| 4     | Jamaika     | Merlene Frazer Sandie Richards (Finale) Juliet Campbell Deon Hemmings (Finale) in den Vorläufen außerdem: Tracey Ann Barnes Inez Turner | 3:21,69    |
| 5     | Russland    | Tatjana Tschebykina Swetlana Gontscharenko Jekaterina Kulikowa Olga Kotljarowa                                                          | 3:22,22    |
| 6     | Kuba        | Idalmis Bonne Julia Duporty Surella Morales Ana Fidelia Quirot                                                                          | 3:25,85    |
| 7     | Tschechien  | Naděžda Koštovalová Ludmila Formanová Helena Fuchsová Hana Benešová                                                                     | 3:26,99    |
| 8     | Frankreich  | Francine Landre Viviane Dorsile Évelyne Élien Elsa de Vassoigne                                                                         | 3:28,46    |

Finale: 3. August 1996, 21:15 Uhr

### 10 km Gehen
| Platz | Athletin              | Land | Zeit (min)   |
| ----- | --------------------- | ---- | ------------ |
| 1     | Jelena Nikolajewa     | RUS  | 41:49 WBL/OR |
| 2     | Elisabetta Perrone    | ITA  | 42:12000000  |
| 3     | Wang Yan              | CHN  | 42:19000000  |
| 4     | Gu Yan                | CHN  | 42:34000000  |
| 5     | Rossella Giordano     | ITA  | 42:34000000  |
| 6     | Olga Kardopolzewa     | BLR  | 43:02000000  |
| 7     | Katarzyna Radtke      | POL  | 43:05000000  |
| 8     | Waljanzina Zybulskaja | BLR  | 43:21000000  |

Datum: 29. Juli 1996, 8:30 Uhr
Deutsche Teilnehmerinnen:
- Kathrin Boyde – Rang 15/44:50 min
- Beate Gummelt – DSQ

### Hochsprung

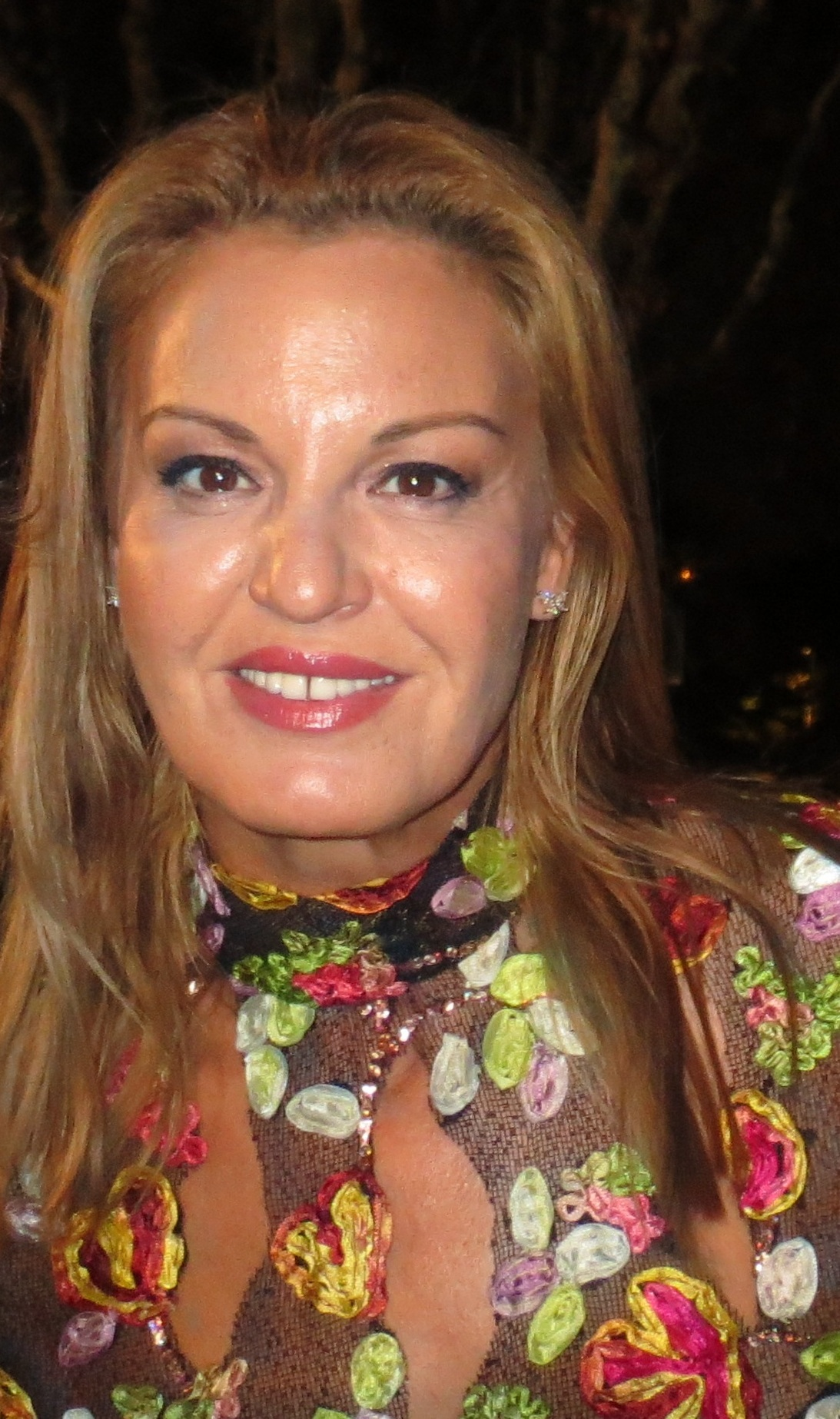
Goldmedaillengewinnerin Stefka Kostadinowa (Foto: 2012)

| Platz | Athletin           | Land | Höhe (m) |
| ----- | ------------------ | ---- | -------- |
| 1     | Stefka Kostadinowa | BUL  | 2,05 OR  |
| 2     | Niki Bakogianni    | GRE  | 2,03000  |
| 3     | Inha Babakowa      | UKR  | 2,01000  |
| 4     | Jelena Guljajewa   | RUS  | 1,99000  |
| 5     | Alina Astafei      | GER  | 1,96000  |
| 5     | Tatjana Motkowa    | RUS  | 1,96000  |
| 5     | Nelė Žilinskienė   | LTU  | 1,96000  |
| 8     | Hanne Haugland     | NOR  | 1,96000  |

Finale: 3. August 1996, 18:30 Uhr
Die zunächst viertplatzierte Italienerin Antonella Bevilacqua wurde wegen Dopings disqualifiziert, nachdem man bei ihr die verbotene Substanz Ephedrin nachgewiesen hatte.
Schweizer Teilnehmerin:
- Sieglinde Cadusch – Qualifikationsgruppe A/Rang 9/1,85 m

### Weitsprung
| Platz | Athletin             | Land | Weite (m) |
| ----- | -------------------- | ---- | --------- |
| 1     | Chioma Ajunwa        | NGR  | 7,12      |
| 2     | Fiona May            | ITA  | 7,02      |
| 3     | Jackie Joyner-Kersee | USA  | 7,00      |
| 4     | Niki Xanthou         | GRE  | 6,97      |
| 5     | Olena Schechowzowa   | UKR  | 6,97      |
| 6     | Agata Karczmarek     | POL  | 6,90      |
| 7     | Nicole Boegman       | AUS  | 6,73      |
| 8     | Tünde Vaszi          | HUN  | 6,60      |

Finale: 2. August 1996, 19:15 Uhr
Die zunächst siebtplatzierte Bulgarin Iwa Prandschewa (6,82 m) wurde wegen Dopings nachträglich disqualifiziert.
Österreichische Teilnehmerin:
- Ljudmila Ninova – Qualifikationsgruppe B/NM

### Dreisprung

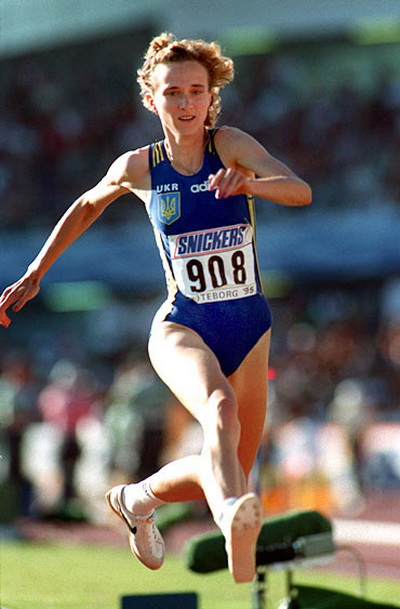
Olympiasiegerin Inessa Krawez gelang der einzige 15-Meter-Sprung dieser Konkurrenz

| Platz | Athletin         | Land | Weite (m) |
| ----- | ---------------- | ---- | --------- |
| 1     | Inessa Krawez    | UKR  | 15,33 OR  |
| 2     | Inna Lassowskaja | RUS  | 14,98000  |
| 3     | Šárka Kašpárková | CZE  | 14,98000  |
| 4     | Ashia Hansen     | GBR  | 14,49000  |
| 5     | Olga Vasdeki     | GRE  | 14,44000  |
| 6     | Ren Ruiping      | CHN  | 14,30000  |
| 7     | Rodica Mateescu  | ROU  | 14,21000  |
| 8     | Jeļena Blaževiča | LAT  | 14,12000  |

Finale: 31. Juli 1996, 18:40 Uhr
Die ursprünglich viertplatzierte Bulgarin Iwa Prandschewa (14,92 m) wurde wegen Verstoßes gegen die Antidopingbestimmungen nachträglich disqualifiziert.
Deutsche Teilnehmerin:
- Petra Lobinger – Qualifikationsgruppe B/NM

### Kugelstoßen
| Platz | Athletin             | Land | Weite (m) |
| ----- | -------------------- | ---- | --------- |
| 1     | Astrid Kumbernuss    | GER  | 20,56     |
| 2     | Sui Xinmei           | CHN  | 19,88     |
| 3     | Irina Chudoroschkina | RUS  | 19,35     |
| 4     | Wita Pawlysch        | UKR  | 19,30     |
| 5     | Connie Price-Smith   | USA  | 19,22     |
| 6     | Stephanie Storp      | GER  | 19,06     |
| 7     | Kathrin Neimke       | GER  | 18,92     |
| 8     | Irina Korschanenko   | RUS  | 18,68     |

Finale: 2. August 1996, 18:55 Uhr

### Diskuswurf
| Platz | Athletin             | Land | Weite (m) |
| ----- | -------------------- | ---- | --------- |
| 1     | Ilke Wyludda         | GER  | 69,66     |
| 2     | Natalja Sadowa       | RUS  | 66,48     |
| 3     | Elina Swerawa        | BLR  | 65,64     |
| 4     | Franka Dietzsch      | GER  | 65,48     |
| 5     | Xiao Yanling         | CHN  | 64,72     |
| 6     | Olga Tschernjawskaja | RUS  | 64,70     |
| 7     | Nicoleta Grasu       | ROU  | 63,28     |
| 8     | Lisa-Marie Vizaniari | AUS  | 62,48     |

Finale: 29. Juli 1996, 18:45 Uhr
Weitere deutsche Teilnehmerin:
- Anja Gündler – Finale/Rang 11/61,16 m

### Speerwurf
| Platz | Athletin        | Land | Weite (m) |
| ----- | --------------- | ---- | --------- |
| 1     | Heli Rantanen   | FIN  | 67,94     |
| 2     | Louise McPaul   | AUS  | 65,54     |
| 3     | Trine Hattestad | NOR  | 64,98     |
| 4     | Isel López      | CUB  | 64,68     |
| 5     | Xiomara Rivero  | CUB  | 64,48     |
| 6     | Karen Forkel    | GER  | 64,18     |
| 7     | Mikaela Ingberg | FIN  | 61,52     |
| 8     | Li Lei          | CHN  | 60,74     |

Finale: 27. Juli 1996, 20:20 Uhr
Weitere deutsche Teilnehmerinnen:

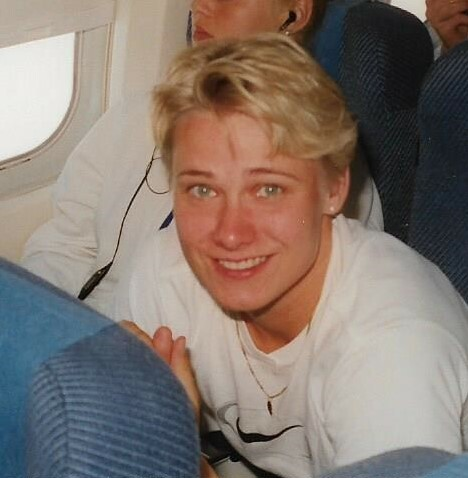
Heli Rantanen wurde mit ihrem starken Wurf im ersten Durchgang Olympiasiegerin

- Steffi Nerius – Finale/Rang 9/60,20 m
- Silke Renk – Qualifikationsgruppe B/Rang 7/59,70 m

### Siebenkampf
| Platz | Athletin              | Land | Punkte |
| ----- | --------------------- | ---- | ------ |
| 1     | Ghada Shouaa          | SYR  | 6780   |
| 2     | Natallja Sasanowitsch | BLR  | 6563   |
| 3     | Denise Lewis          | GBR  | 6489   |
| 4     | Urszula Włodarczyk    | POL  | 6484   |
| 5     | Eunice Barber         | SLE  | 6342   |
| 6     | Rita Ináncsi          | HUN  | 6336   |
| 7     | Sabine Braun          | GER  | 6317   |
| 8     | Kelly Blair           | USA  | 6307   |

Datum: 27./28. Juli 1996
Weitere deutsche Teilnehmerinnen:
- Mona Steigauf – Rang 11/6246 Punkte
- Peggy Beer – Rang 13/6234 Punkte

Schweizer Teilnehmerin:
- Patricia Nadler – Rang 23/5803 Punkte

Liechtensteiner Teilnehmerin:
- Manuela Marxer – Rang 11/DNF (nach Disziplin 4)

## Video
- The Complete Atlanta 1996 Olympic Film, Olympic History, youtube.com, abgerufen am 19. Januar 2022